# 小行星列表/115001-116000
以下是微型行星列表，依序號列出從115001至116000號微型行星的名稱、臨時編號、發現日期、發現地點及發現者。若要查看其它小行星列表，請參見小行星列表。
| 名稱                     | 臨時編號             | 發現日期             | 發現地點             | 發現者                               |
| 115001-115100 [編輯]     | 115001-115100 [編輯] | 115001-115100 [編輯] | 115001-115100 [編輯] | 115001-115100 [編輯]                 |
| ------------------------ | -------------------- | -------------------- | -------------------- | ------------------------------------ |
| 小行星115001             | 2003 QF75            | 2003年8月24日        | 索科罗               | 林肯近地小行星研究小组               |
| 小行星115002             | 2003 QG75            | 2003年8月24日        | 索科罗               | 林肯近地小行星研究小组               |
| 小行星115003             | 2003 QL75            | 2003年8月24日        | 索科罗               | 林肯近地小行星研究小组               |
| 小行星115004             | 2003 QU76            | 2003年8月24日        | 索科罗               | 林肯近地小行星研究小组               |
| 小行星115005             | 2003 QW77            | 2003年8月24日        | 索科罗               | 林肯近地小行星研究小组               |
| 小行星115006             | 2003 QX77            | 2003年8月24日        | 索科罗               | 林肯近地小行星研究小组               |
| 小行星115007             | 2003 QZ77            | 2003年8月24日        | 索科罗               | 林肯近地小行星研究小组               |
| 小行星115008             | 2003 QC78            | 2003年8月24日        | 索科罗               | 林肯近地小行星研究小组               |
| 小行星115009             | 2003 QF78            | 2003年8月24日        | 索科罗               | 林肯近地小行星研究小组               |
| 小行星115010             | 2003 QS78            | 2003年8月24日        | 索科罗               | 林肯近地小行星研究小组               |
| 小行星115011             | 2003 QY78            | 2003年8月24日        | 索科罗               | 林肯近地小行星研究小组               |
| 小行星115012             | 2003 QF79            | 2003年8月24日        | 索科罗               | 林肯近地小行星研究小组               |
| 小行星115013             | 2003 QG79            | 2003年8月24日        | 索科罗               | 林肯近地小行星研究小组               |
| 小行星115014             | 2003 QL79            | 2003年8月25日        | 索科罗               | 林肯近地小行星研究小组               |
| 小行星115015Chang Díaz   | 2003 QX84            | 2003年8月24日        | 托洛洛山             | 马克·W·布伊                          |
| 小行星115016             | 2003 QQ87            | 2003年8月25日        | 索科罗               | 林肯近地小行星研究小组               |
| 小行星115017             | 2003 QU88            | 2003年8月25日        | 索科罗               | 林肯近地小行星研究小组               |
| 小行星115018             | 2003 QJ89            | 2003年8月26日        | 索科罗               | 林肯近地小行星研究小组               |
| 小行星115019             | 2003 QS89            | 2003年8月28日        | 索科罗               | 林肯近地小行星研究小组               |
| 小行星115020             | 2003 QQ90            | 2003年8月28日        | 索科罗               | 林肯近地小行星研究小组               |
| 小行星115021             | 2003 QD92            | 2003年8月28日        | 海勒卡拉             | 近地小行星追踪                       |
| 小行星115022             | 2003 QK93            | 2003年8月28日        | 海勒卡拉             | 近地小行星追踪                       |
| 小行星115023             | 2003 QX94            | 2003年8月29日        | 海勒卡拉             | 近地小行星追踪                       |
| 小行星115024             | 2003 QP98            | 2003年8月30日        | 基特峰               | 太空监视                             |
| 小行星115025             | 2003 QC100           | 2003年8月28日        | 帕洛马山             | 近地小行星追踪                       |
| 小行星115026             | 2003 QG101           | 2003年8月28日        | 海勒卡拉             | 近地小行星追踪                       |
| 小行星115027             | 2003 QV101           | 2003年8月29日        | 海勒卡拉             | 近地小行星追踪                       |
| 小行星115028             | 2003 QY102           | 2003年8月31日        | 基特峰               | 太空监视                             |
| 小行星115029             | 2003 QZ102           | 2003年8月31日        | 索科罗               | 林肯近地小行星研究小组               |
| 小行星115030             | 2003 QS103           | 2003年8月31日        | 海勒卡拉             | 近地小行星追踪                       |
| 小行星115031             | 2003 QN104           | 2003年8月28日        | 索科罗               | 林肯近地小行星研究小组               |
| 小行星115032             | 2003 QX104           | 2003年8月29日        | 海勒卡拉             | 近地小行星追踪                       |
| 小行星115033             | 2003 QC105           | 2003年8月31日        | 海勒卡拉             | 近地小行星追踪                       |
| 小行星115034             | 2003 QH105           | 2003年8月31日        | 海勒卡拉             | 近地小行星追踪                       |
| 小行星115035             | 2003 QU106           | 2003年8月30日        | 海勒卡拉             | 近地小行星追踪                       |
| 小行星115036             | 2003 QZ106           | 2003年8月30日        | 基特峰               | 太空监视                             |
| 小行星115037             | 2003 QJ108           | 2003年8月31日        | 索科罗               | 林肯近地小行星研究小组               |
| 小行星115038             | 2003 QK108           | 2003年8月31日        | 索科罗               | 林肯近地小行星研究小组               |
| 小行星115039             | 2003 QB109           | 2003年8月31日        | 索科罗               | 林肯近地小行星研究小组               |
| 小行星115040             | 2003 QY110           | 2003年8月31日        | 索科罗               | 林肯近地小行星研究小组               |
| 小行星115041             | 2003 QA111           | 2003年8月31日        | 索科罗               | 林肯近地小行星研究小组               |
| 小行星115042             | 2003 QT112           | 2003年8月20日        | 索科罗               | 林肯近地小行星研究小组               |
| 小行星115043             | 2003 RH              | 2003年9月1日         | 索科罗               | 林肯近地小行星研究小组               |
| 小行星115044             | 2003 RQ              | 2003年9月2日         | 索科罗               | 林肯近地小行星研究小组               |
| 小行星115045             | 2003 RB1             | 2003年9月1日         | 索科罗               | 林肯近地小行星研究小组               |
| 小行星115046             | 2003 RV3             | 2003年9月1日         | 索科罗               | 林肯近地小行星研究小组               |
| 小行星115047             | 2003 RH4             | 2003年9月2日         | 索科罗               | 林肯近地小行星研究小组               |
| 小行星115048             | 2003 RU4             | 2003年9月3日         | 海勒卡拉             | 近地小行星追踪                       |
| 小行星115049             | 2003 RY4             | 2003年9月3日         | 海勒卡拉             | 近地小行星追踪                       |
| 小行星115050             | 2003 RS5             | 2003年9月3日         | 海勒卡拉             | 近地小行星追踪                       |
| 小行星115051Safaeinili   | 2003 RC6             | 2003年9月4日         | 帝王台               | 帝王台近地天體巡天                   |
| 小行星115052             | 2003 RD6             | 2003年9月5日         | 索科罗               | 林肯近地小行星研究小组               |
| 小行星115053             | 2003 RP6             | 2003年9月1日         | 索科罗               | 林肯近地小行星研究小组               |
| 小行星115054             | 2003 RR6             | 2003年9月1日         | 索科罗               | 林肯近地小行星研究小组               |
| 小行星115055             | 2003 RU6             | 2003年9月3日         | 伊德里亚             | Črni Vrh                             |
| 小行星115056             | 2003 RZ6             | 2003年9月4日         | 索科罗               | 林肯近地小行星研究小组               |
| 小行星115057             | 2003 RC7             | 2003年9月4日         | 索科罗               | 林肯近地小行星研究小组               |
| 小行星115058Tassantal    | 2003 RH8             | 2003年9月4日         | 马特劳山             | Piszkéstető、K. Sárneczky、B. Sipőcz |
| 小行星115059Nagykároly   | 2003 RJ8             | 2003年9月5日         | 马特劳山             | Piszkéstető、K. Sárneczky、B. Sipőcz |
| 小行星115060             | 2003 RD12            | 2003年9月13日        | 海勒卡拉             | 近地小行星追踪                       |
| 小行星115061             | 2003 RG13            | 2003年9月14日        | 海勒卡拉             | 近地小行星追踪                       |
| 小行星115062             | 2003 RT14            | 2003年9月13日        | 海勒卡拉             | 近地小行星追踪                       |
| 小行星115063             | 2003 RU14            | 2003年9月14日        | 海勒卡拉             | 近地小行星追踪                       |
| 小行星115064             | 2003 RZ14            | 2003年9月14日        | 海勒卡拉             | 近地小行星追踪                       |
| 小行星115065             | 2003 RN18            | 2003年9月15日        | 可可尼诺县           | 洛厄尔天文台近地小行星搜寻计划       |
| 小行星115066             | 2003 RH19            | 2003年9月15日        | 可可尼诺县           | 洛厄尔天文台近地小行星搜寻计划       |
| 小行星115067             | 2003 RQ19            | 2003年9月15日        | 可可尼诺县           | 洛厄尔天文台近地小行星搜寻计划       |
| 小行星115068             | 2003 RY20            | 2003年9月15日        | 可可尼诺县           | 洛厄尔天文台近地小行星搜寻计划       |
| 小行星115069             | 2003 RE21            | 2003年9月15日        | 可可尼诺县           | 洛厄尔天文台近地小行星搜寻计划       |
| 小行星115070             | 2003 RT21            | 2003年9月13日        | 海勒卡拉             | 近地小行星追踪                       |
| 小行星115071             | 2003 RG22            | 2003年9月15日        | 海勒卡拉             | 近地小行星追踪                       |
| 小行星115072             | 2003 RO22            | 2003年9月15日        | 海勒卡拉             | 近地小行星追踪                       |
| 小行星115073             | 2003 RO23            | 2003年9月14日        | 帕洛马山             | 近地小行星追踪                       |
| 小行星115074             | 2003 RW23            | 2003年9月14日        | 帕洛马山             | 近地小行星追踪                       |
| 小行星115075             | 2003 RA24            | 2003年9月14日        | 海勒卡拉             | 近地小行星追踪                       |
| 小行星115076             | 2003 RD24            | 2003年9月15日        | 可可尼诺县           | 洛厄尔天文台近地小行星搜寻计划       |
| 小行星115077             | 2003 RL25            | 2003年9月15日        | 帕洛马山             | 近地小行星追踪                       |
| 小行星115078             | 2003 RJ26            | 2003年9月3日         | 海勒卡拉             | 近地小行星追踪                       |
| 小行星115079             | 2003 SA3             | 2003年9月16日        | 帕洛马山             | 近地小行星追踪                       |
| 小行星115080             | 2003 SH3             | 2003年9月16日        | 帕洛马山             | 近地小行星追踪                       |
| 小行星115081             | 2003 SQ3             | 2003年9月16日        | 基特峰               | 太空监视                             |
| 小行星115082             | 2003 SP6             | 2003年9月17日        | 本森                 | 杨光宇                               |
| 小行星115083             | 2003 SZ7             | 2003年9月16日        | 帕洛马山             | 近地小行星追踪                       |
| 小行星115084             | 2003 SM9             | 2003年9月17日        | 基特峰               | 太空监视                             |
| 小行星115085             | 2003 SK11            | 2003年9月16日        | 基特峰               | 太空监视                             |
| 小行星115086             | 2003 SP11            | 2003年9月16日        | 基特峰               | 太空监视                             |
| 小行星115087             | 2003 SP13            | 2003年9月16日        | 基特峰               | 太空监视                             |
| 小行星115088             | 2003 SU13            | 2003年9月16日        | 基特峰               | 太空监视                             |
| 小行星115089             | 2003 SF14            | 2003年9月17日        | 基特峰               | 太空监视                             |
| 小行星115090             | 2003 SM14            | 2003年9月17日        | 基特峰               | 太空监视                             |
| 小行星115091             | 2003 SB15            | 2003年9月17日        | 基特峰               | 太空监视                             |
| 小行星115092             | 2003 SH15            | 2003年9月16日        | 基特峰               | 太空监视                             |
| 小行星115093             | 2003 SQ16            | 2003年9月17日        | 图森                 | R. A. Tucker                         |
| 小行星115094             | 2003 SZ16            | 2003年9月17日        | 基特峰               | 太空监视                             |
| 小行星115095             | 2003 SB17            | 2003年9月17日        | 基特峰               | 太空监视                             |
| 小行星115096             | 2003 SW17            | 2003年9月17日        | 基特峰               | 太空监视                             |
| 小行星115097             | 2003 SK18            | 2003年9月16日        | 索科罗               | 林肯近地小行星研究小组               |
| 小行星115098             | 2003 SN18            | 2003年9月16日        | 基特峰               | 太空监视                             |
| 小行星115099             | 2003 SA22            | 2003年9月16日        | 基特峰               | 太空监视                             |
| 小行星115100             | 2003 SY22            | 2003年9月16日        | 帕洛马山             | 近地小行星追踪                       |
| 115101-115200 [編輯]     |                      |                      |                      |                                      |
| 小行星115101             | 2003 SD23            | 2003年9月16日        | 帕洛马山             | 近地小行星追踪                       |
| 小行星115102             | 2003 SP24            | 2003年9月17日        | 索科罗               | 林肯近地小行星研究小组               |
| 小行星115103             | 2003 SK25            | 2003年9月17日        | 基特峰               | 太空监视                             |
| 小行星115104             | 2003 SW25            | 2003年9月17日        | 海勒卡拉             | 近地小行星追踪                       |
| 小行星115105             | 2003 SQ26            | 2003年9月17日        | 海勒卡拉             | 近地小行星追踪                       |
| 小行星115106             | 2003 SF27            | 2003年9月18日        | 索科罗               | 林肯近地小行星研究小组               |
| 小行星115107             | 2003 ST30            | 2003年9月18日        | 基特峰               | 太空监视                             |
| 小行星115108             | 2003 SA31            | 2003年9月18日        | 帕洛马山             | 近地小行星追踪                       |
| 小行星115109             | 2003 SK32            | 2003年9月17日        | 帕洛马山             | 近地小行星追踪                       |
| 小行星115110             | 2003 SR33            | 2003年9月18日        | 索科罗               | 林肯近地小行星研究小组               |
| 小行星115111             | 2003 ST35            | 2003年9月16日        | 基特峰               | 太空监视                             |
| 小行星115112             | 2003 SQ37            | 2003年9月16日        | 帕洛马山             | 近地小行星追踪                       |
| 小行星115113             | 2003 SN38            | 2003年9月16日        | 帕洛马山             | 近地小行星追踪                       |
| 小行星115114             | 2003 SB39            | 2003年9月16日        | 帕洛马山             | 近地小行星追踪                       |
| 小行星115115             | 2003 SX39            | 2003年9月16日        | 帕洛马山             | 近地小行星追踪                       |
| 小行星115116             | 2003 SE40            | 2003年9月16日        | 帕洛马山             | 近地小行星追踪                       |
| 小行星115117             | 2003 SQ41            | 2003年9月18日        | 帕洛马山             | 近地小行星追踪                       |
| 小行星115118             | 2003 SB44            | 2003年9月16日        | 可可尼诺县           | 洛厄尔天文台近地小行星搜寻计划       |
| 小行星115119             | 2003 SP44            | 2003年9月16日        | 可可尼诺县           | 洛厄尔天文台近地小行星搜寻计划       |
| 小行星115120             | 2003 SV44            | 2003年9月16日        | 可可尼诺县           | 洛厄尔天文台近地小行星搜寻计划       |
| 小行星115121             | 2003 SP46            | 2003年9月16日        | 可可尼诺县           | 洛厄尔天文台近地小行星搜寻计划       |
| 小行星115122             | 2003 SQ46            | 2003年9月16日        | 可可尼诺县           | 洛厄尔天文台近地小行星搜寻计划       |
| 小行星115123             | 2003 SR47            | 2003年9月18日        | 帕洛马山             | 近地小行星追踪                       |
| 小行星115124             | 2003 ST47            | 2003年9月18日        | 帕洛马山             | 近地小行星追踪                       |
| 小行星115125             | 2003 SA48            | 2003年9月18日        | 帕洛马山             | 近地小行星追踪                       |
| 小行星115126             | 2003 SC49            | 2003年9月18日        | 帕洛马山             | 近地小行星追踪                       |
| 小行星115127             | 2003 SJ49            | 2003年9月18日        | 帕洛马山             | 近地小行星追踪                       |
| 小行星115128             | 2003 SC51            | 2003年9月18日        | 帕洛马山             | 近地小行星追踪                       |
| 小行星115129             | 2003 SL52            | 2003年9月18日        | 帕洛马山             | 近地小行星追踪                       |
| 小行星115130             | 2003 SV52            | 2003年9月19日        | 帕洛马山             | 近地小行星追踪                       |
| 小行星115131             | 2003 SB53            | 2003年9月19日        | 帕洛马山             | 近地小行星追踪                       |
| 小行星115132             | 2003 SM53            | 2003年9月16日        | 基特峰               | 太空监视                             |
| 小行星115133             | 2003 SN53            | 2003年9月16日        | 索科罗               | 林肯近地小行星研究小组               |
| 小行星115134             | 2003 SW55            | 2003年9月16日        | 可可尼诺县           | 洛厄尔天文台近地小行星搜寻计划       |
| 小行星115135             | 2003 SK57            | 2003年9月16日        | 基特峰               | 太空监视                             |
| 小行星115136             | 2003 SN57            | 2003年9月16日        | 基特峰               | 太空监视                             |
| 小行星115137             | 2003 SX57            | 2003年9月16日        | 基特峰               | 太空监视                             |
| 小行星115138             | 2003 SE58            | 2003年9月17日        | 可可尼诺县           | 洛厄尔天文台近地小行星搜寻计划       |
| 小行星115139             | 2003 SB59            | 2003年9月17日        | 可可尼诺县           | 洛厄尔天文台近地小行星搜寻计划       |
| 小行星115140             | 2003 SE59            | 2003年9月17日        | 可可尼诺县           | 洛厄尔天文台近地小行星搜寻计划       |
| 小行星115141             | 2003 SZ61            | 2003年9月17日        | 索科罗               | 林肯近地小行星研究小组               |
| 小行星115142             | 2003 SM64            | 2003年9月18日        | 帝王台               | 帝王台近地天體巡天                   |
| 小行星115143             | 2003 SO64            | 2003年9月18日        | 帝王台               | 帝王台近地天體巡天                   |
| 小行星115144             | 2003 SQ64            | 2003年9月18日        | 帝王台               | 帝王台近地天體巡天                   |
| 小行星115145             | 2003 SD65            | 2003年9月18日        | 帝王台               | 帝王台近地天體巡天                   |
| 小行星115146             | 2003 SK66            | 2003年9月18日        | 帝王台               | 帝王台近地天體巡天                   |
| 小行星115147             | 2003 SU66            | 2003年9月19日        | 帝王台               | 帝王台近地天體巡天                   |
| 小行星115148             | 2003 SZ66            | 2003年9月19日        | 帝王台               | 帝王台近地天體巡天                   |
| 小行星115149             | 2003 SA67            | 2003年9月19日        | 索科罗               | 林肯近地小行星研究小组               |
| 小行星115150             | 2003 SH67            | 2003年9月19日        | 索科罗               | 林肯近地小行星研究小组               |
| 小行星115151             | 2003 SP67            | 2003年9月19日        | 索科罗               | 林肯近地小行星研究小组               |
| 小行星115152             | 2003 SA68            | 2003年9月17日        | 本森                 | 杨光宇                               |
| 小行星115153             | 2003 SB69            | 2003年9月17日        | 基特峰               | 太空监视                             |
| 小行星115154             | 2003 SN70            | 2003年9月17日        | 基特峰               | 太空监视                             |
| 小行星115155             | 2003 SJ71            | 2003年9月18日        | 基特峰               | 太空监视                             |
| 小行星115156             | 2003 SR71            | 2003年9月18日        | 基特峰               | 太空监视                             |
| 小行星115157             | 2003 SG73            | 2003年9月18日        | 基特峰               | 太空监视                             |
| 小行星115158             | 2003 SA74            | 2003年9月18日        | 基特峰               | 太空监视                             |
| 小行星115159             | 2003 SP75            | 2003年9月18日        | 基特峰               | 太空监视                             |
| 小行星115160             | 2003 SF76            | 2003年9月18日        | 基特峰               | 太空监视                             |
| 小行星115161             | 2003 SH76            | 2003年9月18日        | 基特峰               | 太空监视                             |
| 小行星115162             | 2003 SL76            | 2003年9月18日        | 基特峰               | 太空监视                             |
| 小行星115163             | 2003 SN76            | 2003年9月18日        | 基特峰               | 太空监视                             |
| 小行星115164             | 2003 SJ80            | 2003年9月19日        | 基特峰               | 太空监视                             |
| 小行星115165             | 2003 SL80            | 2003年9月19日        | 基特峰               | 太空监视                             |
| 小行星115166             | 2003 SM80            | 2003年9月19日        | 基特峰               | 太空监视                             |
| 小行星115167             | 2003 SR80            | 2003年9月19日        | 基特峰               | 太空监视                             |
| 小行星115168             | 2003 SV80            | 2003年9月19日        | 海勒卡拉             | 近地小行星追踪                       |
| 小行星115169             | 2003 SW80            | 2003年9月19日        | 基特峰               | 太空监视                             |
| 小行星115170             | 2003 SF81            | 2003年9月19日        | 基特峰               | 太空监视                             |
| 小行星115171             | 2003 SS81            | 2003年9月19日        | 海勒卡拉             | 近地小行星追踪                       |
| 小行星115172             | 2003 SN82            | 2003年9月18日        | 索科罗               | 林肯近地小行星研究小组               |
| 小行星115173             | 2003 SW83            | 2003年9月18日        | 帕洛马山             | 近地小行星追踪                       |
| 小行星115174             | 2003 SA87            | 2003年9月17日        | 索科罗               | 林肯近地小行星研究小组               |
| 小行星115175             | 2003 SG87            | 2003年9月17日        | 索科罗               | 林肯近地小行星研究小组               |
| 小行星115176             | 2003 SN87            | 2003年9月17日        | 索科罗               | 林肯近地小行星研究小组               |
| 小行星115177             | 2003 ST87            | 2003年9月17日        | 海勒卡拉             | 近地小行星追踪                       |
| 小行星115178             | 2003 SO88            | 2003年9月18日        | 可可尼诺县           | 洛厄尔天文台近地小行星搜寻计划       |
| 小行星115179             | 2003 SX89            | 2003年9月18日        | 帕洛马山             | 近地小行星追踪                       |
| 小行星115180             | 2003 SM90            | 2003年9月18日        | 索科罗               | 林肯近地小行星研究小组               |
| 小行星115181             | 2003 SX91            | 2003年9月18日        | 帕洛马山             | 近地小行星追踪                       |
| 小行星115182             | 2003 ST92            | 2003年9月18日        | 基特峰               | 太空监视                             |
| 小行星115183             | 2003 SO94            | 2003年9月19日        | 帝王台               | 帝王台近地天體巡天                   |
| 小行星115184             | 2003 SO95            | 2003年9月19日        | 帕洛马山             | 近地小行星追踪                       |
| 小行星115185             | 2003 SD97            | 2003年9月19日        | 索科罗               | 林肯近地小行星研究小组               |
| 小行星115186             | 2003 SB98            | 2003年9月19日        | 索科罗               | 林肯近地小行星研究小组               |
| 小行星115187             | 2003 SD103           | 2003年9月20日        | 索科罗               | 林肯近地小行星研究小组               |
| 小行星115188             | 2003 SP103           | 2003年9月20日        | 索科罗               | 林肯近地小行星研究小组               |
| 小行星115189             | 2003 SY103           | 2003年9月20日        | 索科罗               | 林肯近地小行星研究小组               |
| 小行星115190             | 2003 SW105           | 2003年9月20日        | 帕洛马山             | 近地小行星追踪                       |
| 小行星115191             | 2003 SZ105           | 2003年9月20日        | 海勒卡拉             | 近地小行星追踪                       |
| 小行星115192             | 2003 SO106           | 2003年9月20日        | 肖尼县               | Farpoint                             |
| 小行星115193             | 2003 SA107           | 2003年9月20日        | 帕洛马山             | 近地小行星追踪                       |
| 小行星115194             | 2003 SF107           | 2003年9月20日        | 帕洛马山             | 近地小行星追踪                       |
| 小行星115195             | 2003 SJ108           | 2003年9月20日        | 帕洛马山             | 近地小行星追踪                       |
| 小行星115196             | 2003 SB109           | 2003年9月20日        | 基特峰               | 太空监视                             |
| 小行星115197             | 2003 SH109           | 2003年9月20日        | 基特峰               | 太空监视                             |
| 小行星115198             | 2003 SQ110           | 2003年9月20日        | 帕洛马山             | 近地小行星追踪                       |
| 小行星115199             | 2003 SR110           | 2003年9月20日        | 帕洛马山             | 近地小行星追踪                       |
| 小行星115200             | 2003 SV110           | 2003年9月20日        | 帕洛马山             | 近地小行星追踪                       |
| 115201-115300 [編輯]     |                      |                      |                      |                                      |
| 小行星115201             | 2003 SM111           | 2003年9月19日        | 帕洛马山             | 近地小行星追踪                       |
| 小行星115202             | 2003 ST111           | 2003年9月18日        | 索科罗               | 林肯近地小行星研究小组               |
| 小行星115203             | 2003 SJ116           | 2003年9月16日        | 索科罗               | 林肯近地小行星研究小组               |
| 小行星115204             | 2003 SV116           | 2003年9月16日        | 帕洛马山             | 近地小行星追踪                       |
| 小行星115205             | 2003 SZ117           | 2003年9月16日        | 帕洛马山             | 近地小行星追踪                       |
| 小行星115206             | 2003 SD118           | 2003年9月16日        | 帕洛马山             | 近地小行星追踪                       |
| 小行星115207             | 2003 SJ119           | 2003年9月17日        | 可可尼诺县           | 洛厄尔天文台近地小行星搜寻计划       |
| 小行星115208             | 2003 SM120           | 2003年9月17日        | 基特峰               | 太空监视                             |
| 小行星115209             | 2003 SL124           | 2003年9月18日        | 帕洛马山             | 近地小行星追踪                       |
| 小行星115210Mutvicens    | 2003 SY124           | 2003年9月19日        | 科斯蒂特斯           | Majorca                              |
| 小行星115211             | 2003 SS125           | 2003年9月19日        | 索科罗               | 林肯近地小行星研究小组               |
| 小行星115212             | 2003 SW125           | 2003年9月19日        | 索科罗               | 林肯近地小行星研究小组               |
| 小行星115213             | 2003 SR126           | 2003年9月19日        | 海勒卡拉             | 近地小行星追踪                       |
| 小行星115214             | 2003 SH128           | 2003年9月20日        | 索科罗               | 林肯近地小行星研究小组               |
| 小行星115215             | 2003 SX128           | 2003年9月20日        | 帕洛马山             | 近地小行星追踪                       |
| 小行星115216             | 2003 SZ129           | 2003年9月20日        | 索科罗               | 林肯近地小行星研究小组               |
| 小行星115217             | 2003 SP138           | 2003年9月20日        | 帕洛马山             | 近地小行星追踪                       |
| 小行星115218             | 2003 SF140           | 2003年9月19日        | 帝王台               | 帝王台近地天體巡天                   |
| 小行星115219             | 2003 SJ140           | 2003年9月19日        | 索科罗               | 林肯近地小行星研究小组               |
| 小行星115220             | 2003 ST140           | 2003年9月19日        | 帕洛马山             | 近地小行星追踪                       |
| 小行星115221             | 2003 SH141           | 2003年9月19日        | 帕洛马山             | 近地小行星追踪                       |
| 小行星115222             | 2003 SK142           | 2003年9月20日        | 帕洛马山             | 近地小行星追踪                       |
| 小行星115223             | 2003 SM142           | 2003年9月20日        | 索科罗               | 林肯近地小行星研究小组               |
| 小行星115224             | 2003 SR142           | 2003年9月20日        | 索科罗               | 林肯近地小行星研究小组               |
| 小行星115225             | 2003 SW142           | 2003年9月20日        | 索科罗               | 林肯近地小行星研究小组               |
| 小行星115226             | 2003 SA143           | 2003年9月20日        | 索科罗               | 林肯近地小行星研究小组               |
| 小行星115227             | 2003 SB143           | 2003年9月20日        | 索科罗               | 林肯近地小行星研究小组               |
| 小行星115228             | 2003 SL143           | 2003年9月20日        | 帕洛马山             | 近地小行星追踪                       |
| 小行星115229             | 2003 SS143           | 2003年9月21日        | 索科罗               | 林肯近地小行星研究小组               |
| 小行星115230             | 2003 ST143           | 2003年9月21日        | 索科罗               | 林肯近地小行星研究小组               |
| 小行星115231             | 2003 SV143           | 2003年9月21日        | 索科罗               | 林肯近地小行星研究小组               |
| 小行星115232             | 2003 SE145           | 2003年9月19日        | 帕洛马山             | 近地小行星追踪                       |
| 小行星115233             | 2003 SH145           | 2003年9月20日        | 帝王台               | 帝王台近地天體巡天                   |
| 小行星115234             | 2003 SV145           | 2003年9月20日        | 帕洛马山             | 近地小行星追踪                       |
| 小行星115235             | 2003 SA146           | 2003年9月20日        | 帕洛马山             | 近地小行星追踪                       |
| 小行星115236             | 2003 SS146           | 2003年9月20日        | 帕洛马山             | 近地小行星追踪                       |
| 小行星115237             | 2003 SG147           | 2003年9月20日        | 帕洛马山             | 近地小行星追踪                       |
| 小行星115238             | 2003 SQ147           | 2003年9月21日        | 基特峰               | 太空监视                             |
| 小行星115239             | 2003 SS147           | 2003年9月21日        | 基特峰               | 太空监视                             |
| 小行星115240             | 2003 SC148           | 2003年9月16日        | 索科罗               | 林肯近地小行星研究小组               |
| 小行星115241             | 2003 SZ149           | 2003年9月17日        | 索科罗               | 林肯近地小行星研究小组               |
| 小行星115242             | 2003 SX151           | 2003年9月18日        | 基特峰               | 太空监视                             |
| 小行星115243             | 2003 SC152           | 2003年9月19日        | 可可尼诺县           | 洛厄尔天文台近地小行星搜寻计划       |
| 小行星115244             | 2003 SL152           | 2003年9月19日        | 可可尼诺县           | 洛厄尔天文台近地小行星搜寻计划       |
| 小行星115245             | 2003 SO152           | 2003年9月19日        | 可可尼诺县           | 洛厄尔天文台近地小行星搜寻计划       |
| 小行星115246             | 2003 SF153           | 2003年9月19日        | 可可尼诺县           | 洛厄尔天文台近地小行星搜寻计划       |
| 小行星115247             | 2003 SS155           | 2003年9月19日        | 可可尼诺县           | 洛厄尔天文台近地小行星搜寻计划       |
| 小行星115248             | 2003 ST155           | 2003年9月19日        | 可可尼诺县           | 洛厄尔天文台近地小行星搜寻计划       |
| 小行星115249             | 2003 SE156           | 2003年9月19日        | 可可尼诺县           | 洛厄尔天文台近地小行星搜寻计划       |
| 小行星115250             | 2003 SF156           | 2003年9月19日        | 可可尼诺县           | 洛厄尔天文台近地小行星搜寻计划       |
| 小行星115251             | 2003 SS156           | 2003年9月19日        | 可可尼诺县           | 洛厄尔天文台近地小行星搜寻计划       |
| 小行星115252             | 2003 SK157           | 2003年9月19日        | 可可尼诺县           | 洛厄尔天文台近地小行星搜寻计划       |
| 小行星115253             | 2003 SN157           | 2003年9月19日        | 可可尼诺县           | 洛厄尔天文台近地小行星搜寻计划       |
| 小行星115254Fényi        | 2003 SF158           | 2003年9月22日        | 马特劳山             | Piszkéstető、K. Sárneczky、B. Sipőcz |
| 小行星115255             | 2003 SU160           | 2003年9月16日        | 基特峰               | 太空监视                             |
| 小行星115256             | 2003 SJ162           | 2003年9月19日        | 索科罗               | 林肯近地小行星研究小组               |
| 小行星115257             | 2003 SO163           | 2003年9月19日        | 基特峰               | 太空监视                             |
| 小行星115258             | 2003 SD164           | 2003年9月20日        | 可可尼诺县           | 洛厄尔天文台近地小行星搜寻计划       |
| 小行星115259             | 2003 SK164           | 2003年9月20日        | 可可尼诺县           | 洛厄尔天文台近地小行星搜寻计划       |
| 小行星115260             | 2003 ST167           | 2003年9月22日        | 海勒卡拉             | 近地小行星追踪                       |
| 小行星115261             | 2003 SE169           | 2003年9月23日        | 海勒卡拉             | 近地小行星追踪                       |
| 小行星115262             | 2003 SB172           | 2003年9月18日        | 索科罗               | 林肯近地小行星研究小组               |
| 小行星115263             | 2003 SN172           | 2003年9月18日        | 索科罗               | 林肯近地小行星研究小组               |
| 小行星115264             | 2003 SW172           | 2003年9月18日        | 索科罗               | 林肯近地小行星研究小组               |
| 小行星115265             | 2003 SC173           | 2003年9月18日        | 索科罗               | 林肯近地小行星研究小组               |
| 小行星115266             | 2003 SG173           | 2003年9月18日        | 索科罗               | 林肯近地小行星研究小组               |
| 小行星115267             | 2003 SE174           | 2003年9月18日        | 帕洛马山             | 近地小行星追踪                       |
| 小行星115268             | 2003 SG177           | 2003年9月18日        | 帕洛马山             | 近地小行星追踪                       |
| 小行星115269             | 2003 SP177           | 2003年9月18日        | 帕洛马山             | 近地小行星追踪                       |
| 小行星115270             | 2003 SR179           | 2003年9月19日        | 索科罗               | 林肯近地小行星研究小组               |
| 小行星115271             | 2003 SL180           | 2003年9月19日        | 基特峰               | 太空监视                             |
| 小行星115272             | 2003 SU181           | 2003年9月20日        | 可可尼诺县           | 洛厄尔天文台近地小行星搜寻计划       |
| 小行星115273             | 2003 SA182           | 2003年9月20日        | 索科罗               | 林肯近地小行星研究小组               |
| 小行星115274             | 2003 SB182           | 2003年9月20日        | 索科罗               | 林肯近地小行星研究小组               |
| 小行星115275             | 2003 SY182           | 2003年9月21日        | Pla D'Arguines       | Pla D'Arguines                       |
| 小行星115276             | 2003 SY183           | 2003年9月21日        | 基特峰               | 太空监视                             |
| 小行星115277             | 2003 SS185           | 2003年9月22日        | 可可尼诺县           | 洛厄尔天文台近地小行星搜寻计划       |
| 小行星115278             | 2003 SN186           | 2003年9月22日        | 可可尼诺县           | 洛厄尔天文台近地小行星搜寻计划       |
| 小行星115279             | 2003 SL188           | 2003年9月22日        | 可可尼诺县           | 洛厄尔天文台近地小行星搜寻计划       |
| 小行星115280             | 2003 SM188           | 2003年9月22日        | 可可尼诺县           | 洛厄尔天文台近地小行星搜寻计划       |
| 小行星115281             | 2003 SK189           | 2003年9月22日        | 帕洛马山             | 近地小行星追踪                       |
| 小行星115282             | 2003 SD190           | 2003年9月24日        | 帕洛马山             | 近地小行星追踪                       |
| 小行星115283             | 2003 SV190           | 2003年9月17日        | 基特峰               | 太空监视                             |
| 小行星115284             | 2003 SO192           | 2003年9月20日        | 索科罗               | 林肯近地小行星研究小组               |
| 小行星115285             | 2003 SB194           | 2003年9月20日        | 海勒卡拉             | 近地小行星追踪                       |
| 小行星115286             | 2003 ST194           | 2003年9月20日        | 海勒卡拉             | 近地小行星追踪                       |
| 小行星115287             | 2003 SU194           | 2003年9月20日        | 帕洛马山             | 近地小行星追踪                       |
| 小行星115288             | 2003 SS195           | 2003年9月20日        | 基特峰               | 太空监视                             |
| 小行星115289             | 2003 ST195           | 2003年9月20日        | 基特峰               | 太空监视                             |
| 小行星115290             | 2003 SJ197           | 2003年9月21日        | 可可尼诺县           | 洛厄尔天文台近地小行星搜寻计划       |
| 小行星115291             | 2003 SA198           | 2003年9月21日        | 可可尼诺县           | 洛厄尔天文台近地小行星搜寻计划       |
| 小行星115292             | 2003 SM198           | 2003年9月21日        | 可可尼诺县           | 洛厄尔天文台近地小行星搜寻计划       |
| 小行星115293             | 2003 SV198           | 2003年9月21日        | 可可尼诺县           | 洛厄尔天文台近地小行星搜寻计划       |
| 小行星115294             | 2003 SB199           | 2003年9月21日        | 可可尼诺县           | 洛厄尔天文台近地小行星搜寻计划       |
| 小行星115295             | 2003 SB200           | 2003年9月21日        | 可可尼诺县           | 洛厄尔天文台近地小行星搜寻计划       |
| 小行星115296             | 2003 SK200           | 2003年9月25日        | 帕洛马山             | 近地小行星追踪                       |
| 小行星115297             | 2003 SQ200           | 2003年9月24日        | 索科罗               | 林肯近地小行星研究小组               |
| 小行星115298             | 2003 SS203           | 2003年9月22日        | 帕洛马山             | 近地小行星追踪                       |
| 小行星115299             | 2003 SM204           | 2003年9月22日        | 索科罗               | 林肯近地小行星研究小组               |
| 小行星115300             | 2003 SW204           | 2003年9月22日        | 索科罗               | 林肯近地小行星研究小组               |
| 115301-115400 [編輯]     |                      |                      |                      |                                      |
| 小行星115301             | 2003 SQ205           | 2003年9月25日        | 海勒卡拉             | 近地小行星追踪                       |
| 小行星115302             | 2003 SU206           | 2003年9月26日        | 索科罗               | 林肯近地小行星研究小组               |
| 小行星115303             | 2003 SM207           | 2003年9月26日        | 索科罗               | 林肯近地小行星研究小组               |
| 小行星115304             | 2003 SW207           | 2003年9月26日        | 索科罗               | 林肯近地小行星研究小组               |
| 小行星115305             | 2003 SR209           | 2003年9月24日        | Kvistaberg           | 烏普薩拉－DLR小行星巡天              |
| 小行星115306             | 2003 SN210           | 2003年9月26日        | 索科罗               | 林肯近地小行星研究小组               |
| 小行星115307             | 2003 SO210           | 2003年9月26日        | 索科罗               | 林肯近地小行星研究小组               |
| 小行星115308             | 2003 SC211           | 2003年9月24日        | 帕洛马山             | 近地小行星追踪                       |
| 小行星115309             | 2003 SN211           | 2003年9月25日        | 帕洛马山             | 近地小行星追踪                       |
| 小行星115310             | 2003 SR213           | 2003年9月26日        | 索科罗               | 林肯近地小行星研究小组               |
| 小行星115311             | 2003 SH214           | 2003年9月26日        | 本森                 | 杨光宇                               |
| 小行星115312Whither      | 2003 SP215           | 2003年9月19日        | 圣贝纳迪诺县         | J. W. Young                          |
| 小行星115313             | 2003 SX215           | 2003年9月25日        | 海勒卡拉             | 近地小行星追踪                       |
| 小行星115314             | 2003 SY215           | 2003年9月25日        | 海勒卡拉             | 近地小行星追踪                       |
| 小行星115315             | 2003 SZ215           | 2003年9月25日        | 海勒卡拉             | 近地小行星追踪                       |
| 小行星115316             | 2003 SK216           | 2003年9月26日        | 索科罗               | 林肯近地小行星研究小组               |
| 小行星115317             | 2003 SZ216           | 2003年9月27日        | 本森                 | 杨光宇                               |
| 小行星115318             | 2003 SJ217           | 2003年9月27日        | 本森                 | 杨光宇                               |
| 小行星115319             | 2003 SR218           | 2003年9月28日        | 本森                 | 杨光宇                               |
| 小行星115320             | 2003 SB219           | 2003年9月19日        | 帕洛马山             | 近地小行星追踪                       |
| 小行星115321             | 2003 SK219           | 2003年9月28日        | 索科罗               | 林肯近地小行星研究小组               |
| 小行星115322             | 2003 SM219           | 2003年9月26日        | 索科罗               | 林肯近地小行星研究小组               |
| 小行星115323             | 2003 SO219           | 2003年9月27日        | 本森                 | 杨光宇                               |
| 小行星115324             | 2003 SP220           | 2003年9月29日        | 本森                 | 杨光宇                               |
| 小行星115325             | 2003 SQ220           | 2003年9月29日        | 本森                 | 杨光宇                               |
| 小行星115326Wehinger     | 2003 SC221           | 2003年9月29日        | 谢拉维斯塔           | D. Healy                             |
| 小行星115327             | 2003 SH222           | 2003年9月27日        | 本森                 | 杨光宇                               |
| 小行星115328             | 2003 SR222           | 2003年9月28日        | 喷泉山               | C. W. Juels、P. R. Holvorcem         |
| 小行星115329             | 2003 SY222           | 2003年9月27日        | 本森                 | 杨光宇                               |
| 小行星115330             | 2003 SB224           | 2003年9月22日        | 索科罗               | 林肯近地小行星研究小组               |
| 小行星115331Shrylmiles   | 2003 SL224           | 2003年9月29日        | 谢拉维斯塔           | D. Healy                             |
| 小行星115332             | 2003 SR224           | 2003年9月28日        | 可可尼诺县           | 洛厄尔天文台近地小行星搜寻计划       |
| 小行星115333             | 2003 SV225           | 2003年9月26日        | 索科罗               | 林肯近地小行星研究小组               |
| 小行星115334             | 2003 SX225           | 2003年9月26日        | 索科罗               | 林肯近地小行星研究小组               |
| 小行星115335             | 2003 SZ225           | 2003年9月26日        | 索科罗               | 林肯近地小行星研究小组               |
| 小行星115336             | 2003 SF226           | 2003年9月26日        | 索科罗               | 林肯近地小行星研究小组               |
| 小行星115337             | 2003 SG226           | 2003年9月26日        | 索科罗               | 林肯近地小行星研究小组               |
| 小行星115338             | 2003 SH226           | 2003年9月26日        | 索科罗               | 林肯近地小行星研究小组               |
| 小行星115339             | 2003 SK226           | 2003年9月26日        | 索科罗               | 林肯近地小行星研究小组               |
| 小行星115340             | 2003 SL226           | 2003年9月26日        | 索科罗               | 林肯近地小行星研究小组               |
| 小行星115341             | 2003 SS226           | 2003年9月26日        | 索科罗               | 林肯近地小行星研究小组               |
| 小行星115342             | 2003 SO227           | 2003年9月27日        | 索科罗               | 林肯近地小行星研究小组               |
| 小行星115343             | 2003 SS228           | 2003年9月26日        | 索科罗               | 林肯近地小行星研究小组               |
| 小行星115344             | 2003 SV228           | 2003年9月26日        | 索科罗               | 林肯近地小行星研究小组               |
| 小行星115345             | 2003 SB229           | 2003年9月27日        | 基特峰               | 太空监视                             |
| 小行星115346             | 2003 SY230           | 2003年9月24日        | 帕洛马山             | 近地小行星追踪                       |
| 小行星115347             | 2003 SS232           | 2003年9月24日        | 海勒卡拉             | 近地小行星追踪                       |
| 小行星115348             | 2003 SW233           | 2003年9月25日        | 海勒卡拉             | 近地小行星追踪                       |
| 小行星115349             | 2003 SR234           | 2003年9月25日        | 海勒卡拉             | 近地小行星追踪                       |
| 小行星115350             | 2003 SW234           | 2003年9月25日        | 伊德里亚             | Črni Vrh                             |
| 小行星115351             | 2003 SA235           | 2003年9月26日        | 索科罗               | 林肯近地小行星研究小组               |
| 小行星115352             | 2003 SX240           | 2003年9月27日        | 索科罗               | 林肯近地小行星研究小组               |
| 小行星115353             | 2003 SJ244           | 2003年9月25日        | 海勒卡拉             | 近地小行星追踪                       |
| 小行星115354             | 2003 SW244           | 2003年9月26日        | 索科罗               | 林肯近地小行星研究小组               |
| 小行星115355             | 2003 SQ246           | 2003年9月26日        | 索科罗               | 林肯近地小行星研究小组               |
| 小行星115356             | 2003 SD247           | 2003年9月26日        | 索科罗               | 林肯近地小行星研究小组               |
| 小行星115357             | 2003 SS249           | 2003年9月26日        | 索科罗               | 林肯近地小行星研究小组               |
| 小行星115358             | 2003 SY249           | 2003年9月26日        | 索科罗               | 林肯近地小行星研究小组               |
| 小行星115359             | 2003 SA250           | 2003年9月26日        | 索科罗               | 林肯近地小行星研究小组               |
| 小行星115360             | 2003 SJ250           | 2003年9月26日        | 索科罗               | 林肯近地小行星研究小组               |
| 小行星115361             | 2003 SL250           | 2003年9月26日        | 索科罗               | 林肯近地小行星研究小组               |
| 小行星115362             | 2003 SN250           | 2003年9月26日        | 索科罗               | 林肯近地小行星研究小组               |
| 小行星115363             | 2003 SZ250           | 2003年9月26日        | 索科罗               | 林肯近地小行星研究小组               |
| 小行星115364             | 2003 SC251           | 2003年9月26日        | 索科罗               | 林肯近地小行星研究小组               |
| 小行星115365             | 2003 SE251           | 2003年9月26日        | 索科罗               | 林肯近地小行星研究小组               |
| 小行星115366             | 2003 SL251           | 2003年9月26日        | 索科罗               | 林肯近地小行星研究小组               |
| 小行星115367             | 2003 SP251           | 2003年9月26日        | 索科罗               | 林肯近地小行星研究小组               |
| 小行星115368             | 2003 SZ251           | 2003年9月26日        | 索科罗               | 林肯近地小行星研究小组               |
| 小行星115369             | 2003 SS252           | 2003年9月26日        | 索科罗               | 林肯近地小行星研究小组               |
| 小行星115370             | 2003 SX254           | 2003年9月27日        | 基特峰               | 太空监视                             |
| 小行星115371             | 2003 SU255           | 2003年9月27日        | 基特峰               | 太空监视                             |
| 小行星115372             | 2003 SA256           | 2003年9月27日        | 基特峰               | 太空监视                             |
| 小行星115373             | 2003 SA259           | 2003年9月28日        | 基特峰               | 太空监视                             |
| 小行星115374             | 2003 SC259           | 2003年9月28日        | 基特峰               | 太空监视                             |
| 小行星115375             | 2003 SG259           | 2003年9月28日        | 基特峰               | 太空监视                             |
| 小行星115376             | 2003 SH262           | 2003年9月27日        | 基特峰               | 太空监视                             |
| 小行星115377             | 2003 SA270           | 2003年9月24日        | 海勒卡拉             | 近地小行星追踪                       |
| 小行星115378             | 2003 SO270           | 2003年9月25日        | 帕洛马山             | 近地小行星追踪                       |
| 小行星115379             | 2003 SE271           | 2003年9月25日        | 海勒卡拉             | 近地小行星追踪                       |
| 小行星115380             | 2003 SJ271           | 2003年9月25日        | 海勒卡拉             | 近地小行星追踪                       |
| 小行星115381             | 2003 SV272           | 2003年9月27日        | 索科罗               | 林肯近地小行星研究小组               |
| 小行星115382             | 2003 SD273           | 2003年9月27日        | 索科罗               | 林肯近地小行星研究小组               |
| 小行星115383             | 2003 SF274           | 2003年9月28日        | 可可尼诺县           | 洛厄尔天文台近地小行星搜寻计划       |
| 小行星115384             | 2003 SG275           | 2003年9月29日        | 索科罗               | 林肯近地小行星研究小组               |
| 小行星115385             | 2003 SH275           | 2003年9月29日        | 索科罗               | 林肯近地小行星研究小组               |
| 小行星115386             | 2003 SP275           | 2003年9月29日        | 索科罗               | 林肯近地小行星研究小组               |
| 小行星115387             | 2003 SY275           | 2003年9月29日        | 索科罗               | 林肯近地小行星研究小组               |
| 小行星115388             | 2003 SN278           | 2003年9月30日        | 索科罗               | 林肯近地小行星研究小组               |
| 小行星115389             | 2003 SU278           | 2003年9月30日        | 索科罗               | 林肯近地小行星研究小组               |
| 小行星115390             | 2003 SR279           | 2003年9月17日        | 索科罗               | 林肯近地小行星研究小组               |
| 小行星115391             | 2003 SG280           | 2003年9月18日        | 索科罗               | 林肯近地小行星研究小组               |
| 小行星115392             | 2003 SM283           | 2003年9月20日        | 索科罗               | 林肯近地小行星研究小组               |
| 小行星115393             | 2003 SW284           | 2003年9月20日        | 索科罗               | 林肯近地小行星研究小组               |
| 小行星115394             | 2003 SA286           | 2003年9月20日        | 帕洛马山             | 近地小行星追踪                       |
| 小行星115395             | 2003 SR286           | 2003年9月21日        | 帕洛马山             | 近地小行星追踪                       |
| 小行星115396             | 2003 SA287           | 2003年9月29日        | 基特峰               | 太空监视                             |
| 小行星115397             | 2003 SN288           | 2003年9月28日        | 索科罗               | 林肯近地小行星研究小组               |
| 小行星115398             | 2003 SF290           | 2003年9月28日        | 可可尼诺县           | 洛厄尔天文台近地小行星搜寻计划       |
| 小行星115399             | 2003 SD291           | 2003年9月29日        | 索科罗               | 林肯近地小行星研究小组               |
| 小行星115400             | 2003 SJ291           | 2003年9月29日        | 索科罗               | 林肯近地小行星研究小组               |
| 115401-115500 [編輯]     |                      |                      |                      |                                      |
| 小行星115401             | 2003 SK291           | 2003年9月29日        | 索科罗               | 林肯近地小行星研究小组               |
| 小行星115402             | 2003 SR291           | 2003年9月30日        | 索科罗               | 林肯近地小行星研究小组               |
| 小行星115403             | 2003 SA292           | 2003年9月30日        | 索科罗               | 林肯近地小行星研究小组               |
| 小行星115404             | 2003 SA293           | 2003年9月27日        | 索科罗               | 林肯近地小行星研究小组               |
| 小行星115405             | 2003 SX293           | 2003年9月28日        | 索科罗               | 林肯近地小行星研究小组               |
| 小行星115406             | 2003 SK294           | 2003年9月28日        | 索科罗               | 林肯近地小行星研究小组               |
| 小行星115407             | 2003 ST294           | 2003年9月28日        | 索科罗               | 林肯近地小行星研究小组               |
| 小行星115408             | 2003 SU294           | 2003年9月28日        | 索科罗               | 林肯近地小行星研究小组               |
| 小行星115409             | 2003 SW294           | 2003年9月28日        | 索科罗               | 林肯近地小行星研究小组               |
| 小行星115410             | 2003 SN296           | 2003年9月29日        | 可可尼诺县           | 洛厄尔天文台近地小行星搜寻计划       |
| 小行星115411             | 2003 SB297           | 2003年9月16日        | 帕洛马山             | 近地小行星追踪                       |
| 小行星115412             | 2003 SN297           | 2003年9月18日        | 海勒卡拉             | 近地小行星追踪                       |
| 小行星115413             | 2003 SA299           | 2003年9月29日        | 可可尼诺县           | 洛厄尔天文台近地小行星搜寻计划       |
| 小行星115414             | 2003 SG299           | 2003年9月29日        | 可可尼诺县           | 洛厄尔天文台近地小行星搜寻计划       |
| 小行星115415             | 2003 SJ299           | 2003年9月29日        | 可可尼诺县           | 洛厄尔天文台近地小行星搜寻计划       |
| 小行星115416             | 2003 SP299           | 2003年9月29日        | 索科罗               | 林肯近地小行星研究小组               |
| 小行星115417             | 2003 SR299           | 2003年9月30日        | 索科罗               | 林肯近地小行星研究小组               |
| 小行星115418             | 2003 SY301           | 2003年9月17日        | 帕洛马山             | 近地小行星追踪                       |
| 小行星115419             | 2003 SG305           | 2003年9月17日        | 帕洛马山             | 近地小行星追踪                       |
| 小行星115420             | 2003 SJ306           | 2003年9月30日        | 索科罗               | 林肯近地小行星研究小组               |
| 小行星115421             | 2003 SN306           | 2003年9月30日        | 索科罗               | 林肯近地小行星研究小组               |
| 小行星115422             | 2003 SM307           | 2003年9月26日        | 索科罗               | 林肯近地小行星研究小组               |
| 小行星115423             | 2003 SG308           | 2003年9月28日        | 索科罗               | 林肯近地小行星研究小组               |
| 小行星115424             | 2003 SE310           | 2003年9月28日        | 索科罗               | 林肯近地小行星研究小组               |
| 小行星115425             | 2003 SH310           | 2003年9月28日        | 索科罗               | 林肯近地小行星研究小组               |
| 小行星115426             | 2003 SP311           | 2003年9月29日        | 索科罗               | 林肯近地小行星研究小组               |
| 小行星115427             | 2003 SG312           | 2003年9月30日        | 基特峰               | 太空监视                             |
| 小行星115428             | 2003 SH313           | 2003年9月18日        | 图森                 | R. A. Tucker                         |
| 小行星115429             | 2003 SB315           | 2003年9月17日        | 索科罗               | 林肯近地小行星研究小组               |
| 小行星115430             | 2003 SF315           | 2003年9月26日        | 帕洛马山             | 近地小行星追踪                       |
| 小行星115431             | 2003 TJ1             | 2003年10月4日        | Kingsnake            | J. V. McClusky                       |
| 小行星115432             | 2003 TQ2             | 2003年10月1日        | 图森                 | J. W. Kessel                         |
| 小行星115433             | 2003 TS2             | 2003年10月2日        | 图森                 | J. W. Kessel                         |
| 小行星115434Kellyfast    | 2003 TU2             | 2003年10月5日        | 图森                 | V. Reddy                             |
| 小行星115435             | 2003 TM4             | 2003年10月6日        | 可可尼诺县           | 洛厄尔天文台近地小行星搜寻计划       |
| 小行星115436             | 2003 TU4             | 2003年10月1日        | 基特峰               | 太空监视                             |
| 小行星115437             | 2003 TG5             | 2003年10月2日        | 基特峰               | 太空监视                             |
| 小行星115438             | 2003 TE6             | 2003年10月1日        | 可可尼诺县           | 洛厄尔天文台近地小行星搜寻计划       |
| 小行星115439             | 2003 TN6             | 2003年10月1日        | 可可尼诺县           | 洛厄尔天文台近地小行星搜寻计划       |
| 小行星115440             | 2003 TV6             | 2003年10月1日        | 可可尼诺县           | 洛厄尔天文台近地小行星搜寻计划       |
| 小行星115441             | 2003 TO7             | 2003年10月1日        | 可可尼诺县           | 洛厄尔天文台近地小行星搜寻计划       |
| 小行星115442             | 2003 TS7             | 2003年10月1日        | 可可尼诺县           | 洛厄尔天文台近地小行星搜寻计划       |
| 小行星115443             | 2003 TK8             | 2003年10月2日        | 索科罗               | 林肯近地小行星研究小组               |
| 小行星115444             | 2003 TU8             | 2003年10月3日        | 基特峰               | 太空监视                             |
| 小行星115445             | 2003 TF9             | 2003年10月4日        | 基特峰               | 太空监视                             |
| 小行星115446             | 2003 TK9             | 2003年10月5日        | 海勒卡拉             | 近地小行星追踪                       |
| 小行星115447             | 2003 TM9             | 2003年10月5日        | 海勒卡拉             | 近地小行星追踪                       |
| 小行星115448             | 2003 TU9             | 2003年10月14日       | 帕洛马山             | 近地小行星追踪                       |
| 小行星115449Robson       | 2003 TG10            | 2003年10月14日       | New Milford          | John J. McCarthy Observatory         |
| 小行星115450             | 2003 TK10            | 2003年10月15日       | 伊德里亚             | Črni Vrh                             |
| 小行星115451             | 2003 TZ10            | 2003年10月15日       | 帕洛马山             | 近地小行星追踪                       |
| 小行星115452             | 2003 TB11            | 2003年10月14日       | 可可尼诺县           | 洛厄尔天文台近地小行星搜寻计划       |
| 小行星115453             | 2003 TL11            | 2003年10月14日       | 可可尼诺县           | 洛厄尔天文台近地小行星搜寻计划       |
| 小行星115454             | 2003 TF12            | 2003年10月14日       | 可可尼诺县           | 洛厄尔天文台近地小行星搜寻计划       |
| 小行星115455             | 2003 TL12            | 2003年10月14日       | 索科罗               | 林肯近地小行星研究小组               |
| 小行星115456             | 2003 TD13            | 2003年10月9日        | 可可尼诺县           | 洛厄尔天文台近地小行星搜寻计划       |
| 小行星115457             | 2003 TU13            | 2003年10月5日        | 索科罗               | 林肯近地小行星研究小组               |
| 小行星115458             | 2003 TN14            | 2003年10月14日       | 可可尼诺县           | 洛厄尔天文台近地小行星搜寻计划       |
| 小行星115459             | 2003 TG15            | 2003年10月15日       | 可可尼诺县           | 洛厄尔天文台近地小行星搜寻计划       |
| 小行星115460             | 2003 TL15            | 2003年10月15日       | 可可尼诺县           | 洛厄尔天文台近地小行星搜寻计划       |
| 小行星115461             | 2003 TO15            | 2003年10月15日       | 可可尼诺县           | 洛厄尔天文台近地小行星搜寻计划       |
| 小行星115462             | 2003 TZ15            | 2003年10月15日       | 可可尼诺县           | 洛厄尔天文台近地小行星搜寻计划       |
| 小行星115463             | 2003 TF16            | 2003年10月15日       | 可可尼诺县           | 洛厄尔天文台近地小行星搜寻计划       |
| 小行星115464             | 2003 TO16            | 2003年10月15日       | 可可尼诺县           | 洛厄尔天文台近地小行星搜寻计划       |
| 小行星115465             | 2003 TM17            | 2003年10月15日       | 帕洛马山             | 近地小行星追踪                       |
| 小行星115466             | 2003 TM19            | 2003年10月15日       | 帕洛马山             | 近地小行星追踪                       |
| 小行星115467             | 2003 TW19            | 2003年10月15日       | 可可尼诺县           | 洛厄尔天文台近地小行星搜寻计划       |
| 小行星115468             | 2003 TX20            | 2003年10月15日       | 可可尼诺县           | 洛厄尔天文台近地小行星搜寻计划       |
| 小行星115469             | 2003 TZ31            | 2003年10月1日        | 基特峰               | 太空监视                             |
| 小行星115470             | 2003 TE57            | 2003年10月5日        | 索科罗               | 林肯近地小行星研究小组               |
| 小行星115471             | 2003 UA1             | 2003年10月16日       | 帕洛马山             | 近地小行星追踪                       |
| 小行星115472             | 2003 UD3             | 2003年10月16日       | 基特峰               | 太空监视                             |
| 小行星115473             | 2003 UP3             | 2003年10月17日       | 索科罗               | 林肯近地小行星研究小组               |
| 小行星115474             | 2003 UE4             | 2003年10月16日       | 帕洛马山             | 近地小行星追踪                       |
| 小行星115475             | 2003 UV4             | 2003年10月17日       | 索科罗               | 林肯近地小行星研究小组               |
| 小行星115476             | 2003 UF7             | 2003年10月18日       | 索科罗               | 林肯近地小行星研究小组               |
| 小行星115477Brantanica   | 2003 UK8             | 2003年10月19日       | 圣贝纳迪诺县         | J. W. Young                          |
| 小行星115478             | 2003 UT8             | 2003年10月16日       | 索科罗               | 林肯近地小行星研究小组               |
| 小行星115479             | 2003 UP10            | 2003年10月19日       | 可可尼诺县           | 洛厄尔天文台近地小行星搜寻计划       |
| 小行星115480             | 2003 UC11            | 2003年10月19日       | Kvistaberg           | 烏普薩拉－DLR小行星巡天              |
| 小行星115481             | 2003 UG12            | 2003年10月20日       | 帕洛马山             | 近地小行星追踪                       |
| 小行星115482             | 2003 UV14            | 2003年10月16日       | 基特峰               | 太空监视                             |
| 小行星115483             | 2003 UJ16            | 2003年10月16日       | 可可尼诺县           | 洛厄尔天文台近地小行星搜寻计划       |
| 小行星115484             | 2003 UL19            | 2003年10月20日       | 帕洛马山             | 近地小行星追踪                       |
| 小行星115485             | 2003 UR19            | 2003年10月22日       | 圣贝纳迪诺县         | J. W. Young                          |
| 小行星115486             | 2003 UN20            | 2003年10月21日       | 索科罗               | 林肯近地小行星研究小组               |
| 小行星115487             | 2003 UK21            | 2003年10月18日       | 可可尼诺县           | 洛厄尔天文台近地小行星搜寻计划       |
| 小行星115488             | 2003 UL21            | 2003年10月18日       | 帕洛马山             | 近地小行星追踪                       |
| 小行星115489             | 2003 UO21            | 2003年10月18日       | 基特峰               | 太空监视                             |
| 小行星115490             | 2003 UQ21            | 2003年10月20日       | Kingsnake            | J. V. McClusky                       |
| 小行星115491             | 2003 UT21            | 2003年10月21日       | Kingsnake            | J. V. McClusky                       |
| 小行星115492Watonga      | 2003 UR22            | 2003年10月23日       | Emerald Lane         | L. Ball                              |
| 小行星115493             | 2003 UP23            | 2003年10月22日       | 基特峰               | 太空监视                             |
| 小行星115494             | 2003 UW24            | 2003年10月17日       | 可可尼诺县           | 洛厄尔天文台近地小行星搜寻计划       |
| 小行星115495             | 2003 UD25            | 2003年10月21日       | 索科罗               | 林肯近地小行星研究小组               |
| 小行星115496             | 2003 UF26            | 2003年10月24日       | 索科罗               | 林肯近地小行星研究小组               |
| 小行星115497             | 2003 UG26            | 2003年10月24日       | 索科罗               | 林肯近地小行星研究小组               |
| 小行星115498             | 2003 UN26            | 2003年10月25日       | 图森                 | R. A. Tucker                         |
| 小行星115499             | 2003 UO26            | 2003年10月25日       | 图森                 | R. A. Tucker                         |
| 小行星115500             | 2003 UC27            | 2003年10月23日       | 图森                 | R. A. Tucker                         |
| 115501-115600 [編輯]     |                      |                      |                      |                                      |
| 小行星115501             | 2003 UV27            | 2003年10月22日       | 图森                 | R. A. Tucker                         |
| 小行星115502             | 2003 UX27            | 2003年10月22日       | 图森                 | R. A. Tucker                         |
| 小行星115503             | 2003 UP28            | 2003年10月19日       | 基特峰               | 太空监视                             |
| 小行星115504             | 2003 UH29            | 2003年10月23日       | Kvistaberg           | 烏普薩拉－DLR小行星巡天              |
| 小行星115505             | 2003 UD32            | 2003年10月16日       | 基特峰               | 太空监视                             |
| 小行星115506             | 2003 UC35            | 2003年10月16日       | 可可尼诺县           | 洛厄尔天文台近地小行星搜寻计划       |
| 小行星115507             | 2003 UK35            | 2003年10月16日       | 帕洛马山             | 近地小行星追踪                       |
| 小行星115508             | 2003 UU35            | 2003年10月16日       | 帕洛马山             | 近地小行星追踪                       |
| 小行星115509             | 2003 UV35            | 2003年10月16日       | 帕洛马山             | 近地小行星追踪                       |
| 小行星115510             | 2003 UX35            | 2003年10月16日       | 帕洛马山             | 近地小行星追踪                       |
| 小行星115511             | 2003 UZ35            | 2003年10月16日       | 可可尼诺县           | 洛厄尔天文台近地小行星搜寻计划       |
| 小行星115512             | 2003 UB36            | 2003年10月16日       | 帕洛马山             | 近地小行星追踪                       |
| 小行星115513             | 2003 UE36            | 2003年10月16日       | 帕洛马山             | 近地小行星追踪                       |
| 小行星115514             | 2003 UL36            | 2003年10月16日       | 帕洛马山             | 近地小行星追踪                       |
| 小行星115515             | 2003 UU36            | 2003年10月16日       | 帕洛马山             | 近地小行星追踪                       |
| 小行星115516             | 2003 UF37            | 2003年10月16日       | 帕洛马山             | 近地小行星追踪                       |
| 小行星115517             | 2003 UL37            | 2003年10月16日       | 伊德里亚             | Črni Vrh                             |
| 小行星115518             | 2003 UM37            | 2003年10月16日       | 伊德里亚             | Črni Vrh                             |
| 小行星115519             | 2003 UN37            | 2003年10月16日       | 伊德里亚             | Črni Vrh                             |
| 小行星115520             | 2003 UO37            | 2003年10月17日       | 伊德里亚             | Črni Vrh                             |
| 小行星115521             | 2003 UL38            | 2003年10月17日       | 基特峰               | 太空监视                             |
| 小行星115522             | 2003 UW39            | 2003年10月16日       | 基特峰               | 太空监视                             |
| 小行星115523             | 2003 UC41            | 2003年10月16日       | 可可尼诺县           | 洛厄尔天文台近地小行星搜寻计划       |
| 小行星115524             | 2003 UD47            | 2003年10月21日       | 图森                 | R. A. Tucker                         |
| 小行星115525             | 2003 UF47            | 2003年10月16日       | 图森                 | R. A. Tucker                         |
| 小行星115526             | 2003 UL47            | 2003年10月20日       | 图森                 | R. A. Tucker                         |
| 小行星115527             | 2003 UF48            | 2003年10月16日       | 可可尼诺县           | 洛厄尔天文台近地小行星搜寻计划       |
| 小行星115528             | 2003 UZ48            | 2003年10月16日       | 可可尼诺县           | 洛厄尔天文台近地小行星搜寻计划       |
| 小行星115529             | 2003 UG49            | 2003年10月16日       | 可可尼诺县           | 洛厄尔天文台近地小行星搜寻计划       |
| 小行星115530             | 2003 UH49            | 2003年10月16日       | 可可尼诺县           | 洛厄尔天文台近地小行星搜寻计划       |
| 小行星115531             | 2003 UE52            | 2003年10月18日       | 帕洛马山             | 近地小行星追踪                       |
| 小行星115532             | 2003 UP52            | 2003年10月18日       | 帕洛马山             | 近地小行星追踪                       |
| 小行星115533             | 2003 UG53            | 2003年10月18日       | 帕洛马山             | 近地小行星追踪                       |
| 小行星115534             | 2003 UZ53            | 2003年10月18日       | 帕洛马山             | 近地小行星追踪                       |
| 小行星115535             | 2003 UW54            | 2003年10月18日       | 帕洛马山             | 近地小行星追踪                       |
| 小行星115536             | 2003 UZ54            | 2003年10月18日       | 帕洛马山             | 近地小行星追踪                       |
| 小行星115537             | 2003 UX56            | 2003年10月23日       | 基特峰               | 太空监视                             |
| 小行星115538             | 2003 UO58            | 2003年10月16日       | 基特峰               | 太空监视                             |
| 小行星115539             | 2003 UZ60            | 2003年10月16日       | 帕洛马山             | 近地小行星追踪                       |
| 小行星115540             | 2003 UP61            | 2003年10月16日       | 可可尼诺县           | 洛厄尔天文台近地小行星搜寻计划       |
| 小行星115541             | 2003 UY62            | 2003年10月16日       | 帕洛马山             | 近地小行星追踪                       |
| 小行星115542             | 2003 UZ63            | 2003年10月16日       | 可可尼诺县           | 洛厄尔天文台近地小行星搜寻计划       |
| 小行星115543             | 2003 UG64            | 2003年10月16日       | 可可尼诺县           | 洛厄尔天文台近地小行星搜寻计划       |
| 小行星115544             | 2003 UP64            | 2003年10月16日       | 可可尼诺县           | 洛厄尔天文台近地小行星搜寻计划       |
| 小行星115545             | 2003 UW64            | 2003年10月16日       | 可可尼诺县           | 洛厄尔天文台近地小行星搜寻计划       |
| 小行星115546             | 2003 UH65            | 2003年10月16日       | 帕洛马山             | 近地小行星追踪                       |
| 小行星115547             | 2003 UV65            | 2003年10月16日       | 帕洛马山             | 近地小行星追踪                       |
| 小行星115548             | 2003 UB66            | 2003年10月16日       | 帕洛马山             | 近地小行星追踪                       |
| 小行星115549             | 2003 UE66            | 2003年10月16日       | 帕洛马山             | 近地小行星追踪                       |
| 小行星115550             | 2003 UG66            | 2003年10月16日       | 帕洛马山             | 近地小行星追踪                       |
| 小行星115551             | 2003 UB71            | 2003年10月18日       | 基特峰               | 太空监视                             |
| 小行星115552             | 2003 UE71            | 2003年10月18日       | 基特峰               | 太空监视                             |
| 小行星115553             | 2003 UB73            | 2003年10月19日       | 基特峰               | 太空监视                             |
| 小行星115554             | 2003 UL74            | 2003年10月16日       | 伊德里亚             | Črni Vrh                             |
| 小行星115555             | 2003 UQ75            | 2003年10月17日       | 基特峰               | 太空监视                             |
| 小行星115556             | 2003 UN77            | 2003年10月17日       | 可可尼诺县           | 洛厄尔天文台近地小行星搜寻计划       |
| 小行星115557             | 2003 UT77            | 2003年10月17日       | 基特峰               | 太空监视                             |
| 小行星115558             | 2003 UD78            | 2003年10月17日       | 可可尼诺县           | 洛厄尔天文台近地小行星搜寻计划       |
| 小行星115559             | 2003 UK78            | 2003年10月17日       | 可可尼诺县           | 洛厄尔天文台近地小行星搜寻计划       |
| 小行星115560             | 2003 UB79            | 2003年10月18日       | 海勒卡拉             | 近地小行星追踪                       |
| 小行星115561Frankherbert | 2003 UF80            | 2003年10月20日       | Needville            | W. G. Dillon、D. Wells               |
| 小行星115562             | 2003 UR80            | 2003年10月16日       | 基特峰               | 太空监视                             |
| 小行星115563             | 2003 UU80            | 2003年10月16日       | 可可尼诺县           | 洛厄尔天文台近地小行星搜寻计划       |
| 小行星115564             | 2003 UC81            | 2003年10月16日       | 可可尼诺县           | 洛厄尔天文台近地小行星搜寻计划       |
| 小行星115565             | 2003 UL81            | 2003年10月16日       | 海勒卡拉             | 近地小行星追踪                       |
| 小行星115566             | 2003 UB82            | 2003年10月18日       | 海勒卡拉             | 近地小行星追踪                       |
| 小行星115567             | 2003 UY82            | 2003年10月19日       | 帕洛马山             | 近地小行星追踪                       |
| 小行星115568             | 2003 UZ82            | 2003年10月19日       | 海勒卡拉             | 近地小行星追踪                       |
| 小行星115569             | 2003 UR84            | 2003年10月18日       | 基特峰               | 太空监视                             |
| 小行星115570             | 2003 UT84            | 2003年10月18日       | 基特峰               | 太空监视                             |
| 小行星115571             | 2003 UU85            | 2003年10月18日       | 海勒卡拉             | 近地小行星追踪                       |
| 小行星115572             | 2003 UY85            | 2003年10月18日       | 帕洛马山             | 近地小行星追踪                       |
| 小行星115573             | 2003 UE86            | 2003年10月18日       | 帕洛马山             | 近地小行星追踪                       |
| 小行星115574             | 2003 UF86            | 2003年10月18日       | 帕洛马山             | 近地小行星追踪                       |
| 小行星115575             | 2003 UK86            | 2003年10月18日       | 帕洛马山             | 近地小行星追踪                       |
| 小行星115576             | 2003 UM88            | 2003年10月19日       | 可可尼诺县           | 洛厄尔天文台近地小行星搜寻计划       |
| 小行星115577             | 2003 UO88            | 2003年10月19日       | 可可尼诺县           | 洛厄尔天文台近地小行星搜寻计划       |
| 小行星115578             | 2003 UB89            | 2003年10月19日       | 可可尼诺县           | 洛厄尔天文台近地小行星搜寻计划       |
| 小行星115579             | 2003 UN90            | 2003年10月20日       | 索科罗               | 林肯近地小行星研究小组               |
| 小行星115580             | 2003 UX90            | 2003年10月20日       | 索科罗               | 林肯近地小行星研究小组               |
| 小行星115581             | 2003 UD91            | 2003年10月20日       | 索科罗               | 林肯近地小行星研究小组               |
| 小行星115582             | 2003 UT92            | 2003年10月20日       | 帕洛马山             | 近地小行星追踪                       |
| 小行星115583             | 2003 UM93            | 2003年10月17日       | 基特峰               | 太空监视                             |
| 小行星115584             | 2003 UE95            | 2003年10月18日       | 海勒卡拉             | 近地小行星追踪                       |
| 小行星115585             | 2003 UT95            | 2003年10月18日       | 海勒卡拉             | 近地小行星追踪                       |
| 小行星115586             | 2003 UF96            | 2003年10月18日       | 基特峰               | 太空监视                             |
| 小行星115587             | 2003 UY96            | 2003年10月19日       | 基特峰               | 太空监视                             |
| 小行星115588             | 2003 UZ96            | 2003年10月19日       | 基特峰               | 太空监视                             |
| 小行星115589             | 2003 UG97            | 2003年10月19日       | 基特峰               | 太空监视                             |
| 小行星115590             | 2003 UL97            | 2003年10月19日       | 基特峰               | 太空监视                             |
| 小行星115591             | 2003 UG98            | 2003年10月19日       | 可可尼诺县           | 洛厄尔天文台近地小行星搜寻计划       |
| 小行星115592             | 2003 UL98            | 2003年10月19日       | 可可尼诺县           | 洛厄尔天文台近地小行星搜寻计划       |
| 小行星115593             | 2003 UV98            | 2003年10月19日       | 可可尼诺县           | 洛厄尔天文台近地小行星搜寻计划       |
| 小行星115594             | 2003 UX98            | 2003年10月19日       | 可可尼诺县           | 洛厄尔天文台近地小行星搜寻计划       |
| 小行星115595             | 2003 UZ98            | 2003年10月19日       | 可可尼诺县           | 洛厄尔天文台近地小行星搜寻计划       |
| 小行星115596             | 2003 UC99            | 2003年10月19日       | 可可尼诺县           | 洛厄尔天文台近地小行星搜寻计划       |
| 小行星115597             | 2003 UF99            | 2003年10月19日       | 可可尼诺县           | 洛厄尔天文台近地小行星搜寻计划       |
| 小行星115598             | 2003 UH99            | 2003年10月19日       | 可可尼诺县           | 洛厄尔天文台近地小行星搜寻计划       |
| 小行星115599             | 2003 UJ99            | 2003年10月19日       | 可可尼诺县           | 洛厄尔天文台近地小行星搜寻计划       |
| 小行星115600             | 2003 UR99            | 2003年10月19日       | 基特峰               | 太空监视                             |
| 115601-115700 [編輯]     |                      |                      |                      |                                      |
| 小行星115601             | 2003 UT99            | 2003年10月19日       | 帕洛马山             | 近地小行星追踪                       |
| 小行星115602             | 2003 UZ99            | 2003年10月19日       | 帕洛马山             | 近地小行星追踪                       |
| 小行星115603             | 2003 UB100           | 2003年10月19日       | 帕洛马山             | 近地小行星追踪                       |
| 小行星115604             | 2003 UE100           | 2003年10月19日       | 帕洛马山             | 近地小行星追踪                       |
| 小行星115605             | 2003 UK100           | 2003年10月19日       | 帕洛马山             | 近地小行星追踪                       |
| 小行星115606             | 2003 UJ101           | 2003年10月20日       | 帕洛马山             | 近地小行星追踪                       |
| 小行星115607             | 2003 UR101           | 2003年10月20日       | 索科罗               | 林肯近地小行星研究小组               |
| 小行星115608             | 2003 UR102           | 2003年10月20日       | 基特峰               | 太空监视                             |
| 小行星115609             | 2003 UA103           | 2003年10月20日       | 基特峰               | 太空监视                             |
| 小行星115610             | 2003 UE103           | 2003年10月20日       | 基特峰               | 太空监视                             |
| 小行星115611             | 2003 UG103           | 2003年10月20日       | 基特峰               | 太空监视                             |
| 小行星115612             | 2003 UK103           | 2003年10月20日       | 基特峰               | 太空监视                             |
| 小行星115613             | 2003 UW107           | 2003年10月19日       | 基特峰               | 太空监视                             |
| 小行星115614             | 2003 UZ111           | 2003年10月20日       | 索科罗               | 林肯近地小行星研究小组               |
| 小行星115615             | 2003 UC112           | 2003年10月20日       | 索科罗               | 林肯近地小行星研究小组               |
| 小行星115616             | 2003 UH112           | 2003年10月20日       | 索科罗               | 林肯近地小行星研究小组               |
| 小行星115617             | 2003 UD113           | 2003年10月20日       | 索科罗               | 林肯近地小行星研究小组               |
| 小行星115618             | 2003 UH114           | 2003年10月20日       | 索科罗               | 林肯近地小行星研究小组               |
| 小行星115619             | 2003 UD115           | 2003年10月20日       | 基特峰               | 太空监视                             |
| 小行星115620             | 2003 US115           | 2003年10月20日       | 帕洛马山             | 近地小行星追踪                       |
| 小行星115621             | 2003 UX116           | 2003年10月21日       | 索科罗               | 林肯近地小行星研究小组               |
| 小行星115622             | 2003 UC117           | 2003年10月21日       | 索科罗               | 林肯近地小行星研究小组               |
| 小行星115623             | 2003 UE118           | 2003年10月17日       | 可可尼诺县           | 洛厄尔天文台近地小行星搜寻计划       |
| 小行星115624             | 2003 US119           | 2003年10月18日       | 帕洛马山             | 近地小行星追踪                       |
| 小行星115625             | 2003 UQ121           | 2003年10月19日       | 索科罗               | 林肯近地小行星研究小组               |
| 小行星115626             | 2003 UU121           | 2003年10月19日       | 索科罗               | 林肯近地小行星研究小组               |
| 小行星115627             | 2003 UW121           | 2003年10月19日       | 索科罗               | 林肯近地小行星研究小组               |
| 小行星115628             | 2003 UX121           | 2003年10月19日       | 索科罗               | 林肯近地小行星研究小组               |
| 小行星115629             | 2003 UH122           | 2003年10月19日       | 索科罗               | 林肯近地小行星研究小组               |
| 小行星115630             | 2003 US122           | 2003年10月19日       | 索科罗               | 林肯近地小行星研究小组               |
| 小行星115631             | 2003 UP123           | 2003年10月19日       | 基特峰               | 太空监视                             |
| 小行星115632             | 2003 UV124           | 2003年10月20日       | 索科罗               | 林肯近地小行星研究小组               |
| 小行星115633             | 2003 UH125           | 2003年10月20日       | 索科罗               | 林肯近地小行星研究小组               |
| 小行星115634             | 2003 UD126           | 2003年10月20日       | 索科罗               | 林肯近地小行星研究小组               |
| 小行星115635             | 2003 UF126           | 2003年10月20日       | 索科罗               | 林肯近地小行星研究小组               |
| 小行星115636             | 2003 UG126           | 2003年10月20日       | 索科罗               | 林肯近地小行星研究小组               |
| 小行星115637             | 2003 UH126           | 2003年10月20日       | 索科罗               | 林肯近地小行星研究小组               |
| 小行星115638             | 2003 UO126           | 2003年10月20日       | 帕洛马山             | 近地小行星追踪                       |
| 小行星115639             | 2003 UX129           | 2003年10月18日       | 帕洛马山             | 近地小行星追踪                       |
| 小行星115640             | 2003 UF130           | 2003年10月18日       | 帕洛马山             | 近地小行星追踪                       |
| 小行星115641             | 2003 UW130           | 2003年10月19日       | 可可尼诺县           | 洛厄尔天文台近地小行星搜寻计划       |
| 小行星115642             | 2003 UE131           | 2003年10月19日       | 可可尼诺县           | 洛厄尔天文台近地小行星搜寻计划       |
| 小行星115643             | 2003 UJ131           | 2003年10月19日       | 帕洛马山             | 近地小行星追踪                       |
| 小行星115644             | 2003 UO132           | 2003年10月19日       | 帕洛马山             | 近地小行星追踪                       |
| 小行星115645             | 2003 UP132           | 2003年10月19日       | 帕洛马山             | 近地小行星追踪                       |
| 小行星115646             | 2003 UC133           | 2003年10月19日       | 帕洛马山             | 近地小行星追踪                       |
| 小行星115647             | 2003 UF133           | 2003年10月20日       | 帕洛马山             | 近地小行星追踪                       |
| 小行星115648             | 2003 UY133           | 2003年10月20日       | 帕洛马山             | 近地小行星追踪                       |
| 小行星115649             | 2003 UK135           | 2003年10月21日       | 帕洛马山             | 近地小行星追踪                       |
| 小行星115650             | 2003 UU135           | 2003年10月21日       | 帕洛马山             | 近地小行星追踪                       |
| 小行星115651             | 2003 UV136           | 2003年10月21日       | 索科罗               | 林肯近地小行星研究小组               |
| 小行星115652             | 2003 UA137           | 2003年10月21日       | 帕洛马山             | 近地小行星追踪                       |
| 小行星115653             | 2003 UK137           | 2003年10月21日       | 索科罗               | 林肯近地小行星研究小组               |
| 小行星115654             | 2003 UQ137           | 2003年10月21日       | 索科罗               | 林肯近地小行星研究小组               |
| 小行星115655             | 2003 US137           | 2003年10月21日       | 索科罗               | 林肯近地小行星研究小组               |
| 小行星115656             | 2003 UT137           | 2003年10月21日       | 索科罗               | 林肯近地小行星研究小组               |
| 小行星115657             | 2003 UW137           | 2003年10月21日       | 索科罗               | 林肯近地小行星研究小组               |
| 小行星115658             | 2003 UT138           | 2003年10月16日       | 帕洛马山             | 近地小行星追踪                       |
| 小行星115659             | 2003 UP139           | 2003年10月16日       | 可可尼诺县           | 洛厄尔天文台近地小行星搜寻计划       |
| 小行星115660             | 2003 UQ139           | 2003年10月16日       | 可可尼诺县           | 洛厄尔天文台近地小行星搜寻计划       |
| 小行星115661             | 2003 UZ139           | 2003年10月16日       | 可可尼诺县           | 洛厄尔天文台近地小行星搜寻计划       |
| 小行星115662             | 2003 UB141           | 2003年10月17日       | 索科罗               | 林肯近地小行星研究小组               |
| 小行星115663             | 2003 UK142           | 2003年10月18日       | 可可尼诺县           | 洛厄尔天文台近地小行星搜寻计划       |
| 小行星115664             | 2003 UL142           | 2003年10月18日       | 可可尼诺县           | 洛厄尔天文台近地小行星搜寻计划       |
| 小行星115665             | 2003 UN142           | 2003年10月18日       | 可可尼诺县           | 洛厄尔天文台近地小行星搜寻计划       |
| 小行星115666             | 2003 UK143           | 2003年10月18日       | 可可尼诺县           | 洛厄尔天文台近地小行星搜寻计划       |
| 小行星115667             | 2003 UO143           | 2003年10月18日       | 可可尼诺县           | 洛厄尔天文台近地小行星搜寻计划       |
| 小行星115668             | 2003 UQ143           | 2003年10月18日       | 可可尼诺县           | 洛厄尔天文台近地小行星搜寻计划       |
| 小行星115669             | 2003 UW143           | 2003年10月18日       | 可可尼诺县           | 洛厄尔天文台近地小行星搜寻计划       |
| 小行星115670             | 2003 UK144           | 2003年10月18日       | 可可尼诺县           | 洛厄尔天文台近地小行星搜寻计划       |
| 小行星115671             | 2003 UT144           | 2003年10月18日       | 可可尼诺县           | 洛厄尔天文台近地小行星搜寻计划       |
| 小行星115672             | 2003 UW144           | 2003年10月18日       | 可可尼诺县           | 洛厄尔天文台近地小行星搜寻计划       |
| 小行星115673             | 2003 UW145           | 2003年10月18日       | 可可尼诺县           | 洛厄尔天文台近地小行星搜寻计划       |
| 小行星115674             | 2003 UY145           | 2003年10月18日       | 可可尼诺县           | 洛厄尔天文台近地小行星搜寻计划       |
| 小行星115675             | 2003 UE146           | 2003年10月18日       | 可可尼诺县           | 洛厄尔天文台近地小行星搜寻计划       |
| 小行星115676             | 2003 UF146           | 2003年10月18日       | 可可尼诺县           | 洛厄尔天文台近地小行星搜寻计划       |
| 小行星115677             | 2003 UA147           | 2003年10月18日       | 可可尼诺县           | 洛厄尔天文台近地小行星搜寻计划       |
| 小行星115678             | 2003 UV148           | 2003年10月19日       | 基特峰               | 太空监视                             |
| 小行星115679             | 2003 UX148           | 2003年10月19日       | 可可尼诺县           | 洛厄尔天文台近地小行星搜寻计划       |
| 小行星115680             | 2003 UB149           | 2003年10月19日       | 帕洛马山             | 近地小行星追踪                       |
| 小行星115681             | 2003 UR149           | 2003年10月20日       | 索科罗               | 林肯近地小行星研究小组               |
| 小行星115682             | 2003 UN150           | 2003年10月20日       | 基特峰               | 太空监视                             |
| 小行星115683             | 2003 UP150           | 2003年10月20日       | 基特峰               | 太空监视                             |
| 小行星115684             | 2003 UQ150           | 2003年10月20日       | 基特峰               | 太空监视                             |
| 小行星115685             | 2003 UX150           | 2003年10月21日       | 可可尼诺县           | 洛厄尔天文台近地小行星搜寻计划       |
| 小行星115686             | 2003 UU151           | 2003年10月21日       | 基特峰               | 太空监视                             |
| 小行星115687             | 2003 UM152           | 2003年10月21日       | 帕洛马山             | 近地小行星追踪                       |
| 小行星115688             | 2003 UA153           | 2003年10月21日       | 帕洛马山             | 近地小行星追踪                       |
| 小行星115689             | 2003 UG153           | 2003年10月21日       | 帕洛马山             | 近地小行星追踪                       |
| 小行星115690             | 2003 UG154           | 2003年10月20日       | 帕洛马山             | 近地小行星追踪                       |
| 小行星115691             | 2003 UH155           | 2003年10月20日       | 索科罗               | 林肯近地小行星研究小组               |
| 小行星115692             | 2003 UV156           | 2003年10月20日       | 索科罗               | 林肯近地小行星研究小组               |
| 小行星115693             | 2003 UF157           | 2003年10月20日       | 索科罗               | 林肯近地小行星研究小组               |
| 小行星115694             | 2003 UT157           | 2003年10月20日       | 基特峰               | 太空监视                             |
| 小行星115695             | 2003 UM160           | 2003年10月21日       | 基特峰               | 太空监视                             |
| 小行星115696             | 2003 UJ162           | 2003年10月21日       | 索科罗               | 林肯近地小行星研究小组               |
| 小行星115697             | 2003 UK162           | 2003年10月21日       | 索科罗               | 林肯近地小行星研究小组               |
| 小行星115698             | 2003 UE163           | 2003年10月21日       | 索科罗               | 林肯近地小行星研究小组               |
| 小行星115699             | 2003 UG163           | 2003年10月21日       | 索科罗               | 林肯近地小行星研究小组               |
| 小行星115700             | 2003 UO163           | 2003年10月21日       | 索科罗               | 林肯近地小行星研究小组               |
| 115701-115800 [編輯]     |                      |                      |                      |                                      |
| 小行星115701             | 2003 UW163           | 2003年10月21日       | 索科罗               | 林肯近地小行星研究小组               |
| 小行星115702             | 2003 UH164           | 2003年10月21日       | 索科罗               | 林肯近地小行星研究小组               |
| 小行星115703             | 2003 UW164           | 2003年10月21日       | 帕洛马山             | 近地小行星追踪                       |
| 小行星115704             | 2003 US166           | 2003年10月21日       | 基特峰               | 太空监视                             |
| 小行星115705             | 2003 UU166           | 2003年10月21日       | Kvistaberg           | 烏普薩拉－DLR小行星巡天              |
| 小行星115706             | 2003 UG168           | 2003年10月22日       | 索科罗               | 林肯近地小行星研究小组               |
| 小行星115707             | 2003 UW168           | 2003年10月22日       | 索科罗               | 林肯近地小行星研究小组               |
| 小行星115708             | 2003 UA169           | 2003年10月22日       | 索科罗               | 林肯近地小行星研究小组               |
| 小行星115709             | 2003 UR169           | 2003年10月22日       | 海勒卡拉             | 近地小行星追踪                       |
| 小行星115710             | 2003 UY169           | 2003年10月22日       | 基特峰               | 太空监视                             |
| 小行星115711             | 2003 UR170           | 2003年10月22日       | 基特峰               | 太空监视                             |
| 小行星115712             | 2003 US172           | 2003年10月20日       | 索科罗               | 林肯近地小行星研究小组               |
| 小行星115713             | 2003 UF173           | 2003年10月20日       | 帕洛马山             | 近地小行星追踪                       |
| 小行星115714             | 2003 UN173           | 2003年10月20日       | 基特峰               | 太空监视                             |
| 小行星115715             | 2003 UT173           | 2003年10月20日       | 帕洛马山             | 近地小行星追踪                       |
| 小行星115716             | 2003 UV173           | 2003年10月20日       | 帕洛马山             | 近地小行星追踪                       |
| 小行星115717             | 2003 UQ174           | 2003年10月21日       | 基特峰               | 太空监视                             |
| 小行星115718             | 2003 UQ175           | 2003年10月21日       | 可可尼诺县           | 洛厄尔天文台近地小行星搜寻计划       |
| 小行星115719             | 2003 UX175           | 2003年10月21日       | 帕洛马山             | 近地小行星追踪                       |
| 小行星115720             | 2003 UP176           | 2003年10月21日       | 可可尼诺县           | 洛厄尔天文台近地小行星搜寻计划       |
| 小行星115721             | 2003 UT176           | 2003年10月21日       | 可可尼诺县           | 洛厄尔天文台近地小行星搜寻计划       |
| 小行星115722             | 2003 UG177           | 2003年10月21日       | 帕洛马山             | 近地小行星追踪                       |
| 小行星115723             | 2003 UV179           | 2003年10月21日       | 索科罗               | 林肯近地小行星研究小组               |
| 小行星115724             | 2003 UW179           | 2003年10月21日       | 索科罗               | 林肯近地小行星研究小组               |
| 小行星115725             | 2003 US180           | 2003年10月21日       | 索科罗               | 林肯近地小行星研究小组               |
| 小行星115726             | 2003 UY180           | 2003年10月21日       | 索科罗               | 林肯近地小行星研究小组               |
| 小行星115727             | 2003 UD183           | 2003年10月21日       | 帕洛马山             | 近地小行星追踪                       |
| 小行星115728             | 2003 UQ183           | 2003年10月21日       | 帕洛马山             | 近地小行星追踪                       |
| 小行星115729             | 2003 UY183           | 2003年10月21日       | 帕洛马山             | 近地小行星追踪                       |
| 小行星115730             | 2003 UP184           | 2003年10月21日       | 帕洛马山             | 近地小行星追踪                       |
| 小行星115731             | 2003 UC185           | 2003年10月21日       | 帕洛马山             | 近地小行星追踪                       |
| 小行星115732             | 2003 UL185           | 2003年10月21日       | 基特峰               | 太空监视                             |
| 小行星115733             | 2003 UO185           | 2003年10月21日       | 基特峰               | 太空监视                             |
| 小行星115734             | 2003 UJ186           | 2003年10月22日       | 索科罗               | 林肯近地小行星研究小组               |
| 小行星115735             | 2003 UN186           | 2003年10月22日       | 索科罗               | 林肯近地小行星研究小组               |
| 小行星115736             | 2003 UB187           | 2003年10月22日       | 帕洛马山             | 近地小行星追踪                       |
| 小行星115737             | 2003 UU187           | 2003年10月22日       | 索科罗               | 林肯近地小行星研究小组               |
| 小行星115738             | 2003 UZ187           | 2003年10月22日       | 索科罗               | 林肯近地小行星研究小组               |
| 小行星115739             | 2003 UK188           | 2003年10月22日       | 索科罗               | 林肯近地小行星研究小组               |
| 小行星115740             | 2003 UU188           | 2003年10月22日       | 基特峰               | 太空监视                             |
| 小行星115741             | 2003 UA189           | 2003年10月22日       | 基特峰               | 太空监视                             |
| 小行星115742             | 2003 UV189           | 2003年10月22日       | 海勒卡拉             | 近地小行星追踪                       |
| 小行星115743             | 2003 UW189           | 2003年10月22日       | 海勒卡拉             | 近地小行星追踪                       |
| 小行星115744             | 2003 US193           | 2003年10月20日       | 帕洛马山             | 近地小行星追踪                       |
| 小行星115745             | 2003 UU193           | 2003年10月20日       | 基特峰               | 太空监视                             |
| 小行星115746             | 2003 UW193           | 2003年10月20日       | 基特峰               | 太空监视                             |
| 小行星115747             | 2003 UB195           | 2003年10月20日       | 基特峰               | 太空监视                             |
| 小行星115748             | 2003 UO195           | 2003年10月20日       | 基特峰               | 太空监视                             |
| 小行星115749             | 2003 UC197           | 2003年10月21日       | 基特峰               | 太空监视                             |
| 小行星115750             | 2003 UU197           | 2003年10月21日       | 可可尼诺县           | 洛厄尔天文台近地小行星搜寻计划       |
| 小行星115751             | 2003 UR202           | 2003年10月21日       | 索科罗               | 林肯近地小行星研究小组               |
| 小行星115752             | 2003 US202           | 2003年10月21日       | 索科罗               | 林肯近地小行星研究小组               |
| 小行星115753             | 2003 UT202           | 2003年10月21日       | 索科罗               | 林肯近地小行星研究小组               |
| 小行星115754             | 2003 UN204           | 2003年10月21日       | 基特峰               | 太空监视                             |
| 小行星115755             | 2003 UQ204           | 2003年10月21日       | 索科罗               | 林肯近地小行星研究小组               |
| 小行星115756             | 2003 UM205           | 2003年10月22日       | 索科罗               | 林肯近地小行星研究小组               |
| 小行星115757             | 2003 US205           | 2003年10月22日       | 索科罗               | 林肯近地小行星研究小组               |
| 小行星115758             | 2003 UH206           | 2003年10月22日       | 索科罗               | 林肯近地小行星研究小组               |
| 小行星115759             | 2003 UJ206           | 2003年10月22日       | 索科罗               | 林肯近地小行星研究小组               |
| 小行星115760             | 2003 UK206           | 2003年10月22日       | 索科罗               | 林肯近地小行星研究小组               |
| 小行星115761             | 2003 UN206           | 2003年10月22日       | 索科罗               | 林肯近地小行星研究小组               |
| 小行星115762             | 2003 UQ206           | 2003年10月22日       | 索科罗               | 林肯近地小行星研究小组               |
| 小行星115763             | 2003 UU206           | 2003年10月22日       | 索科罗               | 林肯近地小行星研究小组               |
| 小行星115764             | 2003 UW206           | 2003年10月22日       | 索科罗               | 林肯近地小行星研究小组               |
| 小行星115765             | 2003 UZ206           | 2003年10月22日       | 索科罗               | 林肯近地小行星研究小组               |
| 小行星115766             | 2003 UG207           | 2003年10月22日       | 索科罗               | 林肯近地小行星研究小组               |
| 小行星115767             | 2003 UL207           | 2003年10月22日       | 索科罗               | 林肯近地小行星研究小组               |
| 小行星115768             | 2003 UQ207           | 2003年10月22日       | 索科罗               | 林肯近地小行星研究小组               |
| 小行星115769             | 2003 UY207           | 2003年10月22日       | 基特峰               | 太空监视                             |
| 小行星115770             | 2003 US208           | 2003年10月22日       | 基特峰               | 太空监视                             |
| 小行星115771             | 2003 UW208           | 2003年10月22日       | 索科罗               | 林肯近地小行星研究小组               |
| 小行星115772             | 2003 UY208           | 2003年10月23日       | 基特峰               | 太空监视                             |
| 小行星115773             | 2003 UH209           | 2003年10月23日       | 可可尼诺县           | 洛厄尔天文台近地小行星搜寻计划       |
| 小行星115774             | 2003 UG210           | 2003年10月23日       | 可可尼诺县           | 洛厄尔天文台近地小行星搜寻计划       |
| 小行星115775             | 2003 UQ210           | 2003年10月23日       | 諾加利斯             | Tenagra II                           |
| 小行星115776             | 2003 UF212           | 2003年10月23日       | 基特峰               | 太空监视                             |
| 小行星115777             | 2003 UJ213           | 2003年10月23日       | 海勒卡拉             | 近地小行星追踪                       |
| 小行星115778             | 2003 UP215           | 2003年10月21日       | 基特峰               | 太空监视                             |
| 小行星115779             | 2003 UO216           | 2003年10月21日       | 索科罗               | 林肯近地小行星研究小组               |
| 小行星115780             | 2003 US216           | 2003年10月21日       | 索科罗               | 林肯近地小行星研究小组               |
| 小行星115781             | 2003 UH217           | 2003年10月21日       | 索科罗               | 林肯近地小行星研究小组               |
| 小行星115782             | 2003 UL217           | 2003年10月21日       | 索科罗               | 林肯近地小行星研究小组               |
| 小行星115783             | 2003 UQ217           | 2003年10月21日       | 索科罗               | 林肯近地小行星研究小组               |
| 小行星115784             | 2003 UJ218           | 2003年10月21日       | 索科罗               | 林肯近地小行星研究小组               |
| 小行星115785             | 2003 UM218           | 2003年10月21日       | 索科罗               | 林肯近地小行星研究小组               |
| 小行星115786             | 2003 UQ218           | 2003年10月21日       | 索科罗               | 林肯近地小行星研究小组               |
| 小行星115787             | 2003 UV218           | 2003年10月21日       | 基特峰               | 太空监视                             |
| 小行星115788             | 2003 UR220           | 2003年10月21日       | 索科罗               | 林肯近地小行星研究小组               |
| 小行星115789             | 2003 UN222           | 2003年10月22日       | 索科罗               | 林肯近地小行星研究小组               |
| 小行星115790             | 2003 US222           | 2003年10月22日       | 索科罗               | 林肯近地小行星研究小组               |
| 小行星115791             | 2003 UG223           | 2003年10月22日       | 索科罗               | 林肯近地小行星研究小组               |
| 小行星115792             | 2003 UT223           | 2003年10月22日       | 索科罗               | 林肯近地小行星研究小组               |
| 小行星115793             | 2003 UC226           | 2003年10月22日       | 索科罗               | 林肯近地小行星研究小组               |
| 小行星115794             | 2003 UL227           | 2003年10月23日       | 基特峰               | 太空监视                             |
| 小行星115795             | 2003 UM227           | 2003年10月23日       | 基特峰               | 太空监视                             |
| 小行星115796             | 2003 UZ227           | 2003年10月23日       | 基特峰               | 太空监视                             |
| 小行星115797             | 2003 UA228           | 2003年10月23日       | 基特峰               | 太空监视                             |
| 小行星115798             | 2003 UA230           | 2003年10月23日       | 基特峰               | 太空监视                             |
| 小行星115799             | 2003 UX233           | 2003年10月24日       | 索科罗               | 林肯近地小行星研究小组               |
| 小行星115800             | 2003 UQ235           | 2003年10月24日       | 基特峰               | 太空监视                             |
| 115801-115900 [編輯]     |                      |                      |                      |                                      |
| 小行星115801Punahou      | 2003 UW236           | 2003年10月23日       | 谢拉维斯塔           | Junk Bond                            |
| 小行星115802             | 2003 UX237           | 2003年10月23日       | 基特峰               | 太空监视                             |
| 小行星115803             | 2003 UY237           | 2003年10月23日       | 海勒卡拉             | 近地小行星追踪                       |
| 小行星115804             | 2003 UE238           | 2003年10月23日       | 海勒卡拉             | 近地小行星追踪                       |
| 小行星115805             | 2003 UG238           | 2003年10月23日       | 海勒卡拉             | 近地小行星追踪                       |
| 小行星115806             | 2003 UH238           | 2003年10月23日       | 海勒卡拉             | 近地小行星追踪                       |
| 小行星115807             | 2003 UJ238           | 2003年10月23日       | 海勒卡拉             | 近地小行星追踪                       |
| 小行星115808             | 2003 UL238           | 2003年10月23日       | 海勒卡拉             | 近地小行星追踪                       |
| 小行星115809             | 2003 UR239           | 2003年10月24日       | 索科罗               | 林肯近地小行星研究小组               |
| 小行星115810             | 2003 UU239           | 2003年10月24日       | 索科罗               | 林肯近地小行星研究小组               |
| 小行星115811             | 2003 UH240           | 2003年10月24日       | 索科罗               | 林肯近地小行星研究小组               |
| 小行星115812             | 2003 UD243           | 2003年10月24日       | 索科罗               | 林肯近地小行星研究小组               |
| 小行星115813             | 2003 US243           | 2003年10月24日       | 索科罗               | 林肯近地小行星研究小组               |
| 小行星115814             | 2003 UZ243           | 2003年10月24日       | 索科罗               | 林肯近地小行星研究小组               |
| 小行星115815             | 2003 UF244           | 2003年10月24日       | 索科罗               | 林肯近地小行星研究小组               |
| 小行星115816             | 2003 UT245           | 2003年10月24日       | 索科罗               | 林肯近地小行星研究小组               |
| 小行星115817             | 2003 UV245           | 2003年10月24日       | 索科罗               | 林肯近地小行星研究小组               |
| 小行星115818             | 2003 UH246           | 2003年10月24日       | 索科罗               | 林肯近地小行星研究小组               |
| 小行星115819             | 2003 UK246           | 2003年10月24日       | 索科罗               | 林肯近地小行星研究小组               |
| 小行星115820             | 2003 UK250           | 2003年10月25日       | 索科罗               | 林肯近地小行星研究小组               |
| 小行星115821             | 2003 UP251           | 2003年10月25日       | 海勒卡拉             | 近地小行星追踪                       |
| 小行星115822             | 2003 UA252           | 2003年10月26日       | 卡特林那             | 卡特林那巡天系统                     |
| 小行星115823             | 2003 UF252           | 2003年10月26日       | 卡特林那             | 卡特林那巡天系统                     |
| 小行星115824             | 2003 UH252           | 2003年10月26日       | 索科罗               | 林肯近地小行星研究小组               |
| 小行星115825             | 2003 US252           | 2003年10月26日       | 基特峰               | 太空监视                             |
| 小行星115826             | 2003 UT252           | 2003年10月26日       | 基特峰               | 太空监视                             |
| 小行星115827             | 2003 UW252           | 2003年10月26日       | 基特峰               | 太空监视                             |
| 小行星115828             | 2003 UR253           | 2003年10月22日       | 帕洛马山             | 近地小行星追踪                       |
| 小行星115829             | 2003 UU253           | 2003年10月22日       | 可可尼诺县           | 洛厄尔天文台近地小行星搜寻计划       |
| 小行星115830             | 2003 UO255           | 2003年10月25日       | 索科罗               | 林肯近地小行星研究小组               |
| 小行星115831             | 2003 UX258           | 2003年10月25日       | 索科罗               | 林肯近地小行星研究小组               |
| 小行星115832             | 2003 UA259           | 2003年10月25日       | 索科罗               | 林肯近地小行星研究小组               |
| 小行星115833             | 2003 UB259           | 2003年10月25日       | 索科罗               | 林肯近地小行星研究小组               |
| 小行星115834             | 2003 UP259           | 2003年10月25日       | 索科罗               | 林肯近地小行星研究小组               |
| 小行星115835             | 2003 UD260           | 2003年10月25日       | 索科罗               | 林肯近地小行星研究小组               |
| 小行星115836             | 2003 UJ260           | 2003年10月25日       | 索科罗               | 林肯近地小行星研究小组               |
| 小行星115837             | 2003 US260           | 2003年10月25日       | 海勒卡拉             | 近地小行星追踪                       |
| 小行星115838             | 2003 UX260           | 2003年10月26日       | 可可尼诺县           | 洛厄尔天文台近地小行星搜寻计划       |
| 小行星115839             | 2003 UD262           | 2003年10月26日       | 基特峰               | 太空监视                             |
| 小行星115840             | 2003 UJ262           | 2003年10月26日       | 海勒卡拉             | 近地小行星追踪                       |
| 小行星115841             | 2003 UL262           | 2003年10月26日       | 海勒卡拉             | 近地小行星追踪                       |
| 小行星115842             | 2003 UP262           | 2003年10月26日       | 海勒卡拉             | 近地小行星追踪                       |
| 小行星115843             | 2003 UN264           | 2003年10月27日       | 索科罗               | 林肯近地小行星研究小组               |
| 小行星115844             | 2003 UU264           | 2003年10月27日       | 索科罗               | 林肯近地小行星研究小组               |
| 小行星115845             | 2003 UY264           | 2003年10月27日       | 索科罗               | 林肯近地小行星研究小组               |
| 小行星115846             | 2003 UA265           | 2003年10月27日       | 索科罗               | 林肯近地小行星研究小组               |
| 小行星115847             | 2003 UF265           | 2003年10月27日       | 索科罗               | 林肯近地小行星研究小组               |
| 小行星115848             | 2003 UL266           | 2003年10月28日       | 索科罗               | 林肯近地小行星研究小组               |
| 小行星115849             | 2003 UD267           | 2003年10月28日       | 索科罗               | 林肯近地小行星研究小组               |
| 小行星115850             | 2003 UN268           | 2003年10月28日       | 索科罗               | 林肯近地小行星研究小组               |
| 小行星115851             | 2003 UT269           | 2003年10月29日       | 索科罗               | 林肯近地小行星研究小组               |
| 小行星115852             | 2003 UX269           | 2003年10月24日       | 贝尔吉施格拉德巴赫   | 沃尔夫·比克尔                        |
| 小行星115853             | 2003 UK271           | 2003年10月17日       | 帕洛马山             | 近地小行星追踪                       |
| 小行星115854             | 2003 UT272           | 2003年10月29日       | 索科罗               | 林肯近地小行星研究小组               |
| 小行星115855             | 2003 UX272           | 2003年10月29日       | 索科罗               | 林肯近地小行星研究小组               |
| 小行星115856             | 2003 UY272           | 2003年10月29日       | 索科罗               | 林肯近地小行星研究小组               |
| 小行星115857             | 2003 UA273           | 2003年10月29日       | 索科罗               | 林肯近地小行星研究小组               |
| 小行星115858             | 2003 UE273           | 2003年10月29日       | 索科罗               | 林肯近地小行星研究小组               |
| 小行星115859             | 2003 UG273           | 2003年10月29日       | 索科罗               | 林肯近地小行星研究小组               |
| 小行星115860             | 2003 UT273           | 2003年10月29日       | 基特峰               | 太空监视                             |
| 小行星115861             | 2003 UE274           | 2003年10月29日       | 海勒卡拉             | 近地小行星追踪                       |
| 小行星115862             | 2003 UK274           | 2003年10月30日       | 索科罗               | 林肯近地小行星研究小组               |
| 小行星115863             | 2003 UL274           | 2003年10月30日       | 索科罗               | 林肯近地小行星研究小组               |
| 小行星115864             | 2003 US274           | 2003年10月30日       | 索科罗               | 林肯近地小行星研究小组               |
| 小行星115865             | 2003 UY274           | 2003年10月29日       | 索科罗               | 林肯近地小行星研究小组               |
| 小行星115866             | 2003 UH275           | 2003年10月29日       | 索科罗               | 林肯近地小行星研究小组               |
| 小行星115867             | 2003 UQ278           | 2003年10月25日       | 索科罗               | 林肯近地小行星研究小组               |
| 小行星115868             | 2003 UT278           | 2003年10月25日       | 索科罗               | 林肯近地小行星研究小组               |
| 小行星115869             | 2003 UW278           | 2003年10月25日       | 索科罗               | 林肯近地小行星研究小组               |
| 小行星115870             | 2003 UZ278           | 2003年10月26日       | 索科罗               | 林肯近地小行星研究小组               |
| 小行星115871             | 2003 UA279           | 2003年10月26日       | 基特峰               | 太空监视                             |
| 小行星115872             | 2003 UC280           | 2003年10月27日       | 索科罗               | 林肯近地小行星研究小组               |
| 小行星115873             | 2003 UT280           | 2003年10月28日       | 索科罗               | 林肯近地小行星研究小组               |
| 小行星115874             | 2003 UZ280           | 2003年10月28日       | 索科罗               | 林肯近地小行星研究小组               |
| 小行星115875             | 2003 UA281           | 2003年10月28日       | 索科罗               | 林肯近地小行星研究小组               |
| 小行星115876             | 2003 UK282           | 2003年10月29日       | 可可尼诺县           | 洛厄尔天文台近地小行星搜寻计划       |
| 小行星115877             | 2003 UO282           | 2003年10月29日       | 可可尼诺县           | 洛厄尔天文台近地小行星搜寻计划       |
| 小行星115878             | 2003 UR282           | 2003年10月29日       | 可可尼诺县           | 洛厄尔天文台近地小行星搜寻计划       |
| 小行星115879             | 2003 UV282           | 2003年10月29日       | 可可尼诺县           | 洛厄尔天文台近地小行星搜寻计划       |
| 小行星115880             | 2003 UP283           | 2003年10月30日       | 索科罗               | 林肯近地小行星研究小组               |
| 小行星115881             | 2003 UQ284           | 2003年10月29日       | 索科罗               | 林肯近地小行星研究小组               |
| 小行星115882             | 2003 UM293           | 2003年10月18日       | 索科罗               | 林肯近地小行星研究小组               |
| 小行星115883             | 2003 UX299           | 2003年10月16日       | 基特峰               | 太空监视                             |
| 小行星115884             | 2003 UD309           | 2003年10月19日       | 基特峰               | 太空监视                             |
| 小行星115885Ganz         | 2003 VL1             | 2003年11月6日        | 马特劳山             | K. Sárneczky、B. Sipőcz              |
| 小行星115886             | 2003 VQ1             | 2003年11月2日        | 索科罗               | 林肯近地小行星研究小组               |
| 小行星115887             | 2003 VT1             | 2003年11月1日        | 索科罗               | 林肯近地小行星研究小组               |
| 小行星115888             | 2003 VU1             | 2003年11月1日        | 索科罗               | 林肯近地小行星研究小组               |
| 小行星115889             | 2003 VC2             | 2003年11月3日        | 索科罗               | 林肯近地小行星研究小组               |
| 小行星115890             | 2003 VE2             | 2003年11月3日        | 索科罗               | 林肯近地小行星研究小组               |
| 小行星115891Scottmichael | 2003 VW2             | 2003年11月14日       | 圣贝纳迪诺县         | J. W. Young                          |
| 小行星115892             | 2003 VR3             | 2003年11月15日       | 基特峰               | 太空监视                             |
| 小行星115893             | 2003 VA4             | 2003年11月14日       | 帕洛马山             | 近地小行星追踪                       |
| 小行星115894             | 2003 VD4             | 2003年11月14日       | 帕洛马山             | 近地小行星追踪                       |
| 小行星115895             | 2003 VE6             | 2003年11月14日       | 帕洛马山             | 近地小行星追踪                       |
| 小行星115896             | 2003 VF6             | 2003年11月14日       | 帕洛马山             | 近地小行星追踪                       |
| 小行星115897             | 2003 VF8             | 2003年11月14日       | 帕洛马山             | 近地小行星追踪                       |
| 小行星115898             | 2003 VO9             | 2003年11月15日       | 帕洛马山             | 近地小行星追踪                       |
| 小行星115899             | 2003 VR9             | 2003年11月15日       | 基特峰               | 太空监视                             |
| 小行星115900             | 2003 VZ9             | 2003年11月4日        | 索科罗               | 林肯近地小行星研究小组               |
| 115901-116000 [編輯]     |                      |                      |                      |                                      |
| 小行星115901             | 2003 VK10            | 2003年11月15日       | 帕洛马山             | 近地小行星追踪                       |
| 小行星115902             | 2003 VU11            | 2003年11月3日        | 索科罗               | 林肯近地小行星研究小组               |
| 小行星115903             | 2003 VZ11            | 2003年11月3日        | 索科罗               | 林肯近地小行星研究小组               |
| 小行星115904             | 2003 WC              | 2003年11月16日       | 基特峰               | 太空监视                             |
| 小行星115905             | 2003 WT              | 2003年11月16日       | 卡特林那             | 卡特林那巡天系统                     |
| 小行星115906             | 2003 WB1             | 2003年11月16日       | 卡特林那             | 卡特林那巡天系统                     |
| 小行星115907             | 2003 WP1             | 2003年11月16日       | 卡特林那             | 卡特林那巡天系统                     |
| 小行星115908             | 2003 WZ1             | 2003年11月16日       | 卡特林那             | 卡特林那巡天系统                     |
| 小行星115909             | 2003 WF3             | 2003年11月16日       | 基特峰               | 太空监视                             |
| 小行星115910             | 2003 WV3             | 2003年11月16日       | 卡特林那             | 卡特林那巡天系统                     |
| 小行星115911             | 2003 WB4             | 2003年11月16日       | 卡特林那             | 卡特林那巡天系统                     |
| 小行星115912             | 2003 WK5             | 2003年11月18日       | 帕洛马山             | 近地小行星追踪                       |
| 小行星115913             | 2003 WS5             | 2003年11月18日       | 帕洛马山             | 近地小行星追踪                       |
| 小行星115914             | 2003 WE6             | 2003年11月18日       | 帕洛马山             | 近地小行星追踪                       |
| 小行星115915             | 2003 WT6             | 2003年11月18日       | 帕洛马山             | 近地小行星追踪                       |
| 小行星115916             | 2003 WB8             | 2003年11月18日       | 索科罗               | 林肯近地小行星研究小组               |
| 小行星115917             | 2003 WE8             | 2003年11月16日       | 基特峰               | 太空监视                             |
| 小行星115918             | 2003 WG9             | 2003年11月18日       | 基特峰               | 太空监视                             |
| 小行星115919             | 2003 WS10            | 2003年11月18日       | 基特峰               | 太空监视                             |
| 小行星115920             | 2003 WO11            | 2003年11月18日       | 帕洛马山             | 近地小行星追踪                       |
| 小行星115921             | 2003 WQ11            | 2003年11月18日       | 帕洛马山             | 近地小行星追踪                       |
| 小行星115922             | 2003 WR11            | 2003年11月18日       | 帕洛马山             | 近地小行星追踪                       |
| 小行星115923             | 2003 WS11            | 2003年11月18日       | 帕洛马山             | 近地小行星追踪                       |
| 小行星115924             | 2003 WH12            | 2003年11月18日       | 帕洛马山             | 近地小行星追踪                       |
| 小行星115925             | 2003 WZ14            | 2003年11月16日       | 基特峰               | 太空监视                             |
| 小行星115926             | 2003 WJ17            | 2003年11月18日       | 帕洛马山             | 近地小行星追踪                       |
| 小行星115927             | 2003 WQ17            | 2003年11月18日       | 帕洛马山             | 近地小行星追踪                       |
| 小行星115928             | 2003 WB19            | 2003年11月19日       | 索科罗               | 林肯近地小行星研究小组               |
| 小行星115929             | 2003 WU20            | 2003年11月19日       | 索科罗               | 林肯近地小行星研究小组               |
| 小行星115930             | 2003 WH22            | 2003年11月19日       | 帕洛马山             | 近地小行星追踪                       |
| 小行星115931             | 2003 WJ22            | 2003年11月19日       | 索科罗               | 林肯近地小行星研究小组               |
| 小行星115932             | 2003 WF23            | 2003年11月18日       | 基特峰               | 太空监视                             |
| 小行星115933             | 2003 WP23            | 2003年11月18日       | 基特峰               | 太空监视                             |
| 小行星115934             | 2003 WJ24            | 2003年11月19日       | 基特峰               | 太空监视                             |
| 小行星115935             | 2003 WF25            | 2003年11月18日       | 基特峰               | 太空监视                             |
| 小行星115936             | 2003 WF26            | 2003年11月18日       | 图森                 | Goodricke-Pigott                     |
| 小行星115937             | 2003 WG26            | 2003年11月18日       | 图森                 | R. A. Tucker                         |
| 小行星115938             | 2003 WV28            | 2003年11月18日       | 基特峰               | 太空监视                             |
| 小行星115939             | 2003 WC29            | 2003年11月18日       | 帕洛马山             | 近地小行星追踪                       |
| 小行星115940             | 2003 WD29            | 2003年11月18日       | 基特峰               | 太空监视                             |
| 小行星115941             | 2003 WE29            | 2003年11月18日       | 基特峰               | 太空监视                             |
| 小行星115942             | 2003 WR29            | 2003年11月18日       | 基特峰               | 太空监视                             |
| 小行星115943             | 2003 WC30            | 2003年11月18日       | 基特峰               | 太空监视                             |
| 小行星115944             | 2003 WD30            | 2003年11月18日       | 基特峰               | 太空监视                             |
| 小行星115945             | 2003 WE30            | 2003年11月18日       | 基特峰               | 太空监视                             |
| 小行星115946             | 2003 WU30            | 2003年11月18日       | 基特峰               | 太空监视                             |
| 小行星115947             | 2003 WJ32            | 2003年11月18日       | 基特峰               | 太空监视                             |
| 小行星115948             | 2003 WQ32            | 2003年11月18日       | 基特峰               | 太空监视                             |
| 小行星115949             | 2003 WL33            | 2003年11月18日       | 基特峰               | 太空监视                             |
| 小行星115950Kocherpeter  | 2003 WT33            | 2003年11月18日       | Vicques              | Vicques                              |
| 小行星115951             | 2003 WD34            | 2003年11月19日       | 基特峰               | 太空监视                             |
| 小行星115952             | 2003 WG34            | 2003年11月19日       | 基特峰               | 太空监视                             |
| 小行星115953             | 2003 WJ35            | 2003年11月19日       | 索科罗               | 林肯近地小行星研究小组               |
| 小行星115954             | 2003 WD40            | 2003年11月19日       | 基特峰               | 太空监视                             |
| 小行星115955             | 2003 WJ40            | 2003年11月19日       | 基特峰               | 太空监视                             |
| 小行星115956             | 2003 WK40            | 2003年11月19日       | 基特峰               | 太空监视                             |
| 小行星115957             | 2003 WS40            | 2003年11月19日       | 基特峰               | 太空监视                             |
| 小行星115958             | 2003 WD41            | 2003年11月19日       | 基特峰               | 太空监视                             |
| 小行星115959             | 2003 WJ41            | 2003年11月19日       | 基特峰               | 太空监视                             |
| 小行星115960             | 2003 WK41            | 2003年11月19日       | 基特峰               | 太空监视                             |
| 小行星115961             | 2003 WM41            | 2003年11月19日       | 基特峰               | 太空监视                             |
| 小行星115962             | 2003 WN41            | 2003年11月19日       | 基特峰               | 太空监视                             |
| 小行星115963             | 2003 WO41            | 2003年11月19日       | 基特峰               | 太空监视                             |
| 小行星115964             | 2003 WH42            | 2003年11月21日       | 索科罗               | 林肯近地小行星研究小组               |
| 小行星115965             | 2003 WY43            | 2003年11月19日       | 帕洛马山             | 近地小行星追踪                       |
| 小行星115966             | 2003 WH44            | 2003年11月19日       | 帕洛马山             | 近地小行星追踪                       |
| 小行星115967             | 2003 WQ44            | 2003年11月19日       | 帕洛马山             | 近地小行星追踪                       |
| 小行星115968             | 2003 WT44            | 2003年11月19日       | 帕洛马山             | 近地小行星追踪                       |
| 小行星115969             | 2003 WA45            | 2003年11月19日       | 帕洛马山             | 近地小行星追踪                       |
| 小行星115970             | 2003 WQ45            | 2003年11月19日       | 帕洛马山             | 近地小行星追踪                       |
| 小行星115971             | 2003 WR45            | 2003年11月19日       | 帕洛马山             | 近地小行星追踪                       |
| 小行星115972             | 2003 WK46            | 2003年11月18日       | 帕洛马山             | 近地小行星追踪                       |
| 小行星115973             | 2003 WM49            | 2003年11月19日       | 索科罗               | 林肯近地小行星研究小组               |
| 小行星115974             | 2003 WS54            | 2003年11月20日       | 索科罗               | 林肯近地小行星研究小组               |
| 小行星115975             | 2003 WJ55            | 2003年11月20日       | 索科罗               | 林肯近地小行星研究小组               |
| 小行星115976             | 2003 WQ55            | 2003年11月20日       | 索科罗               | 林肯近地小行星研究小组               |
| 小行星115977             | 2003 WC56            | 2003年11月20日       | 索科罗               | 林肯近地小行星研究小组               |
| 小行星115978             | 2003 WQ56            | 2003年11月21日       | 索科罗               | 林肯近地小行星研究小组               |
| 小行星115979             | 2003 WX56            | 2003年11月18日       | 基特峰               | 太空监视                             |
| 小行星115980             | 2003 WH58            | 2003年11月18日       | 基特峰               | 太空监视                             |
| 小行星115981             | 2003 WT58            | 2003年11月18日       | 基特峰               | 太空监视                             |
| 小行星115982             | 2003 WE59            | 2003年11月18日       | 基特峰               | 太空监视                             |
| 小行星115983             | 2003 WJ59            | 2003年11月18日       | 基特峰               | 太空监视                             |
| 小行星115984             | 2003 WZ60            | 2003年11月19日       | 基特峰               | 太空监视                             |
| 小行星115985             | 2003 WE61            | 2003年11月19日       | 基特峰               | 太空监视                             |
| 小行星115986             | 2003 WT61            | 2003年11月19日       | 基特峰               | 太空监视                             |
| 小行星115987             | 2003 WA62            | 2003年11月19日       | 基特峰               | 太空监视                             |
| 小行星115988             | 2003 WQ62            | 2003年11月19日       | 基特峰               | 太空监视                             |
| 小行星115989             | 2003 WD63            | 2003年11月19日       | 基特峰               | 太空监视                             |
| 小行星115990             | 2003 WF64            | 2003年11月19日       | 基特峰               | 太空监视                             |
| 小行星115991             | 2003 WH64            | 2003年11月19日       | 基特峰               | 太空监视                             |
| 小行星115992             | 2003 WV65            | 2003年11月19日       | 基特峰               | 太空监视                             |
| 小行星115993             | 2003 WF67            | 2003年11月19日       | 基特峰               | 太空监视                             |
| 小行星115994             | 2003 WP68            | 2003年11月19日       | 基特峰               | 太空监视                             |
| 小行星115995             | 2003 WT69            | 2003年11月19日       | 基特峰               | 太空监视                             |
| 小行星115996             | 2003 WZ70            | 2003年11月20日       | 帕洛马山             | 近地小行星追踪                       |
| 小行星115997             | 2003 WP72            | 2003年11月20日       | 索科罗               | 林肯近地小行星研究小组               |
| 小行星115998             | 2003 WS72            | 2003年11月20日       | 索科罗               | 林肯近地小行星研究小组               |
| 小行星115999             | 2003 WD73            | 2003年11月20日       | 索科罗               | 林肯近地小行星研究小组               |
| 小行星116000             | 2003 WK73            | 2003年11月20日       | 索科罗               | 林肯近地小行星研究小组               |

| 上一頁： 114001-115000 | 小行星列表 115001-116000 | 下一頁： 116001-117000 |